# Теория представлений группы Лоренца

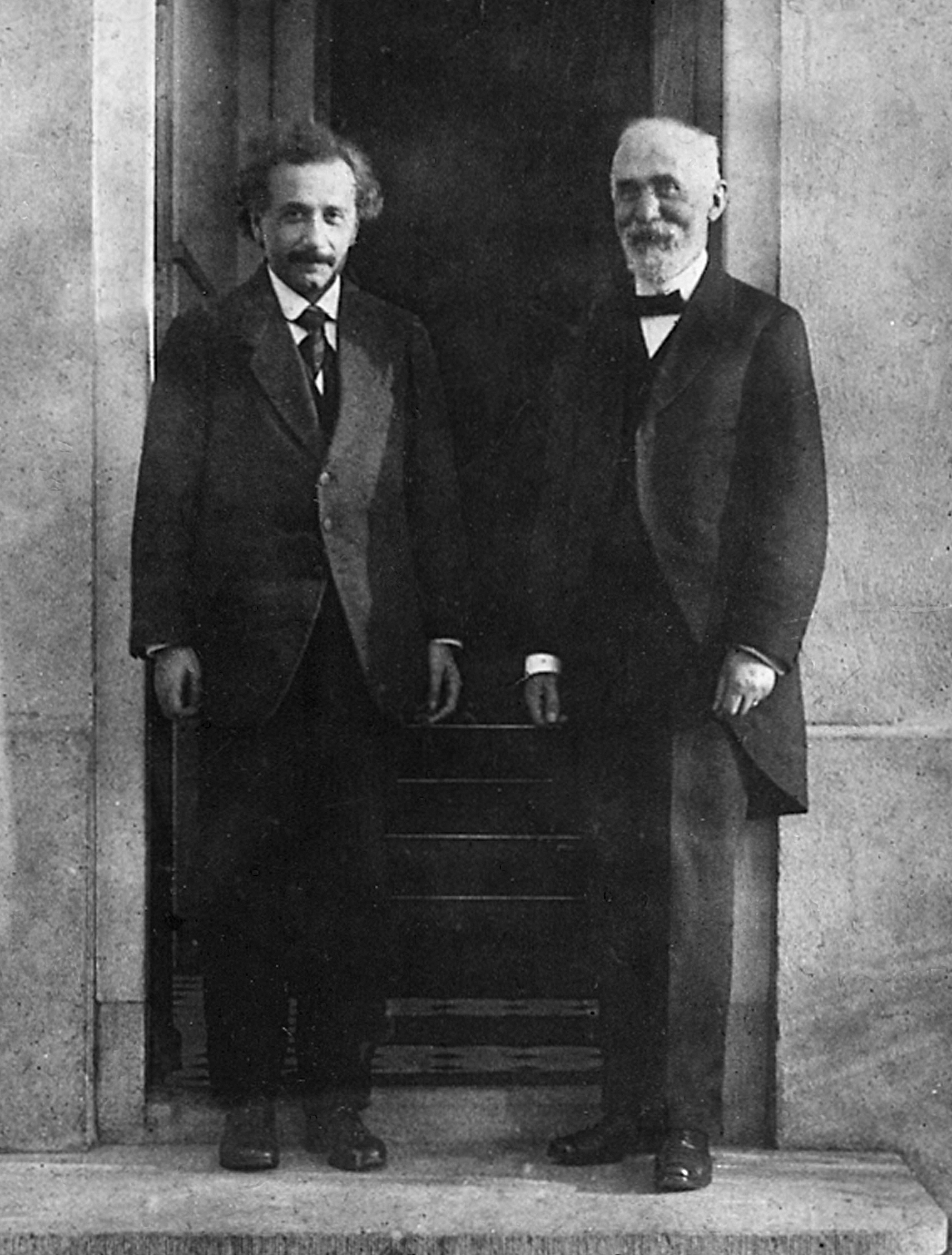
Хендрик Антон Лоренц (справа), именем которого названа группа Лоренца, и Альберт Эйнштейн, специальная теория относительности которого является главным приложением группы Лоренца. Фотография сделана Паулем Эренфестом в 1921.

Группа Лоренца является группой Ли симметрий пространства-времени в специальной теории относительности. Эта группа может быть реализована как набор матриц, линейных преобразований или унитарных операторов на некотором гильбертовом пространстве. Группа имеет различные представления. В любой релятивистски инвариантной физической теории эти представления как-то должны быть отражены. Сама физика должна быть сделана на их основе. Более того, специальная теория относительности вместе с квантовой механикой являются двумя физическими теориями, которые тщательно проверены и объединение этих двух теорий сводится к изучению бесконечномерных унитарных представлений группы Лоренца. Это имеет как историческую важность в основном течении в теоретической физике, так и связи с более спекулятивными теориями настоящего времени.
Полная теория конечномерных представлений алгебры Ли группы Лоренца выводится с использованием общих рамок теории представлений полупростых алгебр Ли. Конечномерные представления связной компоненты {\displaystyle {\text{SO}}(3;1)^{+}} полной группы Лоренца O(3; 1) получаются путём использования соответствия Ли и экспоненты матрицы. Полная теория конечномерных представлений универсальной накрывающей группы (а также спинорной группы, двойное покрытие) {\displaystyle {\text{SL}}(2,\mathbb {C} )} компоненты {\displaystyle {\text{SO}}(3;1)^{+}} получается, и явно задаётся в терминах действия на пространстве функций на представлениях групп {\displaystyle {\text{SL}}(2,\mathbb {C} )} и {\displaystyle {\mathfrak {sl}}(2,\mathbb {C} )}. Представления обращения времени и инверсии пространства даны в разделе «Инверсия пространства и обращение времени», завершая конечномерную теорию для полной группы Лоренца. Кратко изложены общие свойства представлений (m, n). Рассматривается действие на пространствах функций с действиями на сферических гармониках и P-символах Римана в качестве примеров. Бесконечномерный случай неприводимых унитарных представлений конкретизирован для {\displaystyle {\text{SL}}(2,\mathbb {C} )} главной серии и дополнительной серии. Наконец, дана формула Планшереля для {\displaystyle {\text{SL}}(2,\mathbb {C} )} и представления группы SO(3, 1) классифицированы и реализованы для алгебр Ли.
За разработкой теории представлений последовала разработка более общей теории представлений полупростых групп, в основном благодаря Эли Жозефу Картану и Герману Вейлю, но группа Лоренца получила особое внимание ввиду важности в физике. Существенный вклад в теорию для групп Лоренца внесли физик Юджин Вигнер и математик Валентин Баргман с их программой Баргмана — Вигнера, одно из заключений которой, грубо говоря, классификация всех унитарных представлений неоднородной группы Лоренца сводится к классификации всех возможных релятивистских уравнений. Классификацию неприводимых бесконечномерных представлений группы Лоренца установил PhD-кандидат Поля Дирака в теоретической физике Хариш-Чандра, позднее ставший математиком в 1947. Соответствующая классификация для группы {\displaystyle \mathrm {SL} (2,\mathbb {C} )} была опубликована независимо Баргманом и Израилем Моисеевичем Гельфандом вместе с Марком Ароновичем Наймарком в том же году.
Неформальное введение содержит некоторые предварительные требования к читателю, не знакомому с теорией представлений. Стандартные результаты, использованные здесь из общей теории конечномерных представлений, очерчены в разделе «Введение в теорию конечномерных представлений». Базис алгебры Ли и другие соглашения представлены в разделе «Соглашения и базисы алгебры Ли».

## Неформальное введение в теорию представлений

### Симметрия пространства и времени

Сфера, максимально симметричный объект.

Пространство само по себе обладает симметрией. Оно выглядит одинаково, как бы вы не вращали его, и вращательная симметрия рассматривается как изотропия пространства. В данном случае обычно используются пассивные вращения, что означает, что наблюдатель вращается сам. Математически, активная операция вращения осуществляется путём умножения радиус-векторов на матрицу поворота. Пассивное вращение выполняется только путём вращения базисных векторов координатной системы (координатную систему можно считать закреплённой к вращающемуся наблюдателю, физически вращается наблюдатель). Таким образом, любая точка пространства получает новые координаты, как будто бы вращалось пространство.
Группа Лоренца содержит все матрицы вращения, продолженные на четвёртое измерение, с нулями в первой строке и первом столбце, за исключением верхнего левого элемента, который равен единице.
Имеются, кроме того, матрицы, которые выполняют лоренцевские бусты (пространственно-временные вращения). Их можно рассматривать, при пассивном наблюдении, как (постоянно!) задающие скорость координатной системы (а с нею и наблюдателя) в выбранном направлении.
Наконец, используются два специальных преобразования для обращения координатной системы в пространстве — инверсия пространства, а во времени — обращение времени. В первом случае обращаются пространственные оси координат. Во втором случае обращается направление времени. Это можно рассматривать при пассивном наблюдении как установка наблюдателем хода часов назад, так что часы идут против обычного хода часовой стрелки. Физическое время идёт вперёд.
Математически группа Лоренца определяется как множество преобразований, сохраняющих билинейную форму
{\displaystyle (ct_{1},x_{1},y_{1},z_{1})\cdot (ct_{2},x_{2},y_{2},z_{2})=-c^{2}t_{1}t_{2}+x_{1}x_{2}+y_{1}y_{2}+z_{1}z_{2},}
в которой левая сторона является скалярным произведением Минковского двух событий в пространстве-времени, а правая сторона является пространственно-временным интервалом, см. статью «Классическая группа» для математических деталей.

### Преобразования Лоренца
В пространстве-времени специальной теории относительности, которое называется пространством Минковского, пространство и время переплетаются. Тогда четыре координаты точек в пространстве-времени, называемые событиями, меняются неожиданным (до появления специальной теории относительности) образом с замедлением времени и сокращением длины как два немедленных следствия. Четырёхмерные матрицы преобразований Лоренца составляют группу Лоренца. Её элементы представляют симметрии и, подобно физическим объектам, могут вращаться с помощью матриц вращения, физические объекты (координаты которых теперь включают координату времени) могут быть преобразованы с помощью матриц, представляющих преобразования Лоренца. В частности, 4-вектор, представляющий событие в системе отсчёта Лоренца преобразуется как
{\displaystyle x'={\begin{bmatrix}x'^{0}\\x'^{1}\\x'^{2}\\x'^{3}\end{bmatrix}}={\begin{bmatrix}\lambda _{00}&\lambda _{01}&\lambda _{02}&\lambda _{03}\\\lambda _{10}&\lambda _{11}&\lambda _{12}&\lambda _{13}\\\lambda _{20}&\lambda _{21}&\lambda _{22}&\lambda _{23}\\\lambda _{30}&\lambda _{31}&\lambda _{32}&\lambda _{33}\end{bmatrix}}{\begin{bmatrix}x^{0}\\x^{1}\\x^{2}\\x^{3}\end{bmatrix}},}
или в краткой форме
{\displaystyle x'=\Lambda x.}

### Таблица умножения и представления
Основная особенность любой конечной группы — её таблица умножения, называемая также таблицей Кэли, в которой записаны результаты умножения двух элементов. Представление группы можно рассматривать как новый набор элементов, конечномерных и бесконечномерных матриц, дающих ту же таблицу произведений после отображения старых элементов в новые взаимнооднозначно. То же самое верно в случае бесконечных групп, таких как группа вращений SO(3) группы Лоренца. Таблицу умножения труднее изобразить визуально в случае группы несчётного размера (размера множества вещественных чисел). Один из путей сделать это — вполне упорядочить элементы группы с ординальным числом ρ являющимся порядковым типом. «Бесконечная таблица Кэли» тогда индексируется двумя ординалами {\displaystyle 0\leqslant \alpha ,\beta \leqslant \rho }, записанными в нормальной форме Кантора.

### Обычного матричного преобразования Лоренца недостаточно

Лоренцевский буст электрического заряда, заряд покоится в одной системе отсчёта или в другой.

Преобразуемые объекты могут отличаться от обычных физических объектов, распростёртых в трёх пространственных измерениях (и времени, если система отсчёта не покоится). Для этих объектов нужна теория представлений для математического описания преобразований, индуцированных обычными преобразованиями Лоренца пространства-времени. Например, электромагнитное поле часто (наивно) представляется путём назначения каждой точке пространства-времени трёхмерного вектора, представляющего электрическое поле, и другого трёхмерного вектора, представляющего магнитное поле.
Когда пространство вращается, происходят классически ожидаемые вещи. Вектора электрического и магнитного полей в обозначенной точке вращаются с сохранением длины и угла между векторами.
При лоренцевских бустах они ведут себя по-другому, показывая, что эти два вектора не являются отдельными физическими объектами. Электрические и магнитные компоненты смешиваются. См. рисунок справа. Тензор электромагнитного поля показывает явно ковариантную математическую структуру электромагнитного поля. Она имеет шесть независимых компонент в событии.

### Конечномерное представление матрицами
Задачей представления группы Лоренца является, в конечномерном случае, поиск нового набора матриц, не обязательно размера 4 × 4, которые бы удовлетворяли той же таблице умножения, что и матрицы в оригинальной группе Лоренца. Возвращаясь к примеру электромагнитного поля, определяем, что нужны 6 × 6 матрицы, которые можно применить к шестимерным векторам, содержащим все шесть компонент электромагнитного поля. Таким образом, ищутся матрицы 6 × 6, такие, что
{\displaystyle F'={\begin{bmatrix}E'^{1}\\E'^{2}\\E'^{3}\\B'^{1}\\B'^{2}\\B'^{3}\end{bmatrix}}={\begin{bmatrix}\Pi (\Lambda )_{00}&\Pi (\Lambda )_{01}&\Pi (\Lambda )_{02}&\Pi (\Lambda )_{03}&\Pi (\Lambda )_{04}&\Pi (\Lambda )_{05}\\\Pi (\Lambda )_{10}&\Pi (\Lambda )_{11}&\Pi (\Lambda )_{12}&\Pi (\Lambda )_{13}&\Pi (\Lambda )_{14}&\Pi (\Lambda )_{15}\\\Pi (\Lambda )_{20}&\Pi (\Lambda )_{21}&\Pi (\Lambda )_{22}&\Pi (\Lambda )_{23}&\Pi (\Lambda )_{24}&\Pi (\Lambda )_{25}\\\Pi (\Lambda )_{30}&\Pi (\Lambda )_{31}&\Pi (\Lambda )_{32}&\Pi (\Lambda )_{33}&\Pi (\Lambda )_{34}&\Pi (\Lambda )_{35}\\\Pi (\Lambda )_{40}&\Pi (\Lambda )_{41}&\Pi (\Lambda )_{42}&\Pi (\Lambda )_{43}&\Pi (\Lambda )_{44}&\Pi (\Lambda )_{45}\\\Pi (\Lambda )_{50}&\Pi (\Lambda )_{51}&\Pi (\Lambda )_{52}&\Pi (\Lambda )_{53}&\Pi (\Lambda )_{54}&\Pi (\Lambda )_{55}\end{bmatrix}}{\begin{bmatrix}E^{1}\\E^{2}\\E^{3}\\B^{1}\\B^{2}\\B^{3}\end{bmatrix}},}
или в краткой форме
{\displaystyle F'=\Pi (\Lambda )F,}
корректно выражают преобразование электромагнитного поля при преобразовании Лоренца Λ Те же рассуждения можно применить к биспинорам Дирака. Поскольку они имеют 4-компоненты, исходные 4 × 4-матрицы в группе Лоренца непригодны, даже если ограничиться вращениями. Необходимо другое 4 × 4-представление.
Раздел, посвящённый конечномерным представлениям, предназначен для показа всех таких представлений с помощью конечномерных матриц, подчиняющихся правилам в таблице умножения.

### Бесконечномерные представления действиями на векторных пространствах функций
Бесконечномерные представления обычно реализуются как действующие на множестве вещественных или комплексных функций на множестве X, согласующиеся с действием группы. «Множество согласуется с a действием группы» A означает, по сути, что если {\displaystyle x\in X} и {\displaystyle g\in G}, то {\displaystyle A(g)x=y} с {\displaystyle y\in X}. Если {\displaystyle \mathbb {C} ^{X}} означает множество всех комплексных функций от X, которое является векторным пространством, представление Π группы G может быть определено согласно Росману как
{\displaystyle (\Pi (g))f(x)=f(A(g^{-1})x),\quad f\in \mathbb {C} ^{X},g\in G,x\in X.}
Следует подчеркнуть, что снова
{\displaystyle (\Pi (g))f\in \mathbb {C} ^{X}.}
является представлением группы G. Это представление группы G конечномерно тогда и только тогда, когда X является конечным множеством. Этот метод является очень общим, и обычно используются векторные пространства более специализированных функций на множествах, находящихся под рукой. Для иллюстрации этой процедуры рассмотрим группу G n-мерных матриц как подмножество евклидового пространства {\displaystyle \mathbb {R} ^{n^{2}}} и пространство многочленов, той же максимальной степени d или даже однородных многочленов степени d, определённых на {\displaystyle \mathbb {R} ^{n^{2}}}. Эти многочлены (как функции) ограничены на {\displaystyle G\subset \mathbb {R} ^{n^{2}}}. Множество {\displaystyle X=G} автоматически получается оснащённым действиями группы, а именно
{\displaystyle L_{g}h=gh,R_{g}h=hg,C_{g}h=ghg^{-1},g,h\in G.}
Здесь {\displaystyle L_{g}} означает левое действие (с помощью g), {\displaystyle R_{g}} означает правое действие (с помощью g), а {\displaystyle C_{g}} означает сопряжение (с помощью g). При этих действиях действующие вектора являются функциями. Получающиеся представления являются (если функции не ограничены) в первом и во втором случаях соответственно левым регулярным представлением и правым регулярным представлением группы G на {\displaystyle \mathbb {C} ^{G}.}.
Целью теории представлений в бесконечномерном случае является классификация всех различных возможных представлений и выражения их в терминах векторных пространств функций и действий стандартных представлений на аргументы функций.

### Бесконечномерные представления как бесконечномерные матрицы
Для того, чтобы связать представления на бесконечномерных пространствах с конечномерными случаями, выбирается упорядоченный базис для векторного пространства функций и исследуются действия на базисных функциях при заданных преобразованиях. Выписывается образ базисных функций при преобразовании, выраженный как линейная комбинация базисных функций. Конкретно, если f1, f2, ... является базисом, вычисляем
{\displaystyle {\begin{aligned}\Pi (\Lambda )f_{1}&=\lambda _{11}f_{1}+\lambda _{21}f_{2}+\cdots ,\\\Pi (\Lambda )f_{2}&=\lambda _{12}f_{1}+\lambda _{22}f_{2}+\cdots ,\\&\,\,\,\vdots \end{aligned}}}
Коэффициенты при базисных функциях в выражении для каждого преобразования базисной функции является столбцом в матрице представления. Обычно получающаяся матрица имеет счётную бесконечную размерность.
{\displaystyle \Pi (\Lambda )={\begin{bmatrix}\lambda _{11}&\lambda _{12}&\cdots \\\lambda _{21}&\lambda _{22}&\cdots \\\vdots &\vdots &\ddots \end{bmatrix}}}
Снова требуется, чтобы множество бесконечных матриц, полученных таким образом, находилось во взаимнооднозначном соответствии с исходными 4 × 4-матрицами и чтобы таблица умножения соответствовала таблице умножения 4 × 4-матриц. Следует подчеркнуть, что в бесконечномерном случае редко интересуются всей матрицей полностью. Они показаны здесь, только чтобы подчеркнуть общие черты. Но индивидуальные матричные элементы часто вычисляются, особенно для алгебр Ли (ниже).

### Алгебра Ли
Группа Лоренца является группой Ли и, будучи таковой, имеет алгебру Ли, Алгебра Ли является векторным пространством матриц, которые могут считаться моделью группы вблизи тожественного элемента. Алгебра наделена операцией умножения, скобкой Ли. С этой операцией произведение в группе вблизи тождественного элемента может быть выражено терминах алгебр Ли (но не очень просто). Связью между (матричной) алгеброй Ли и (матричной) группой Ли служит экспонента матрицы. Эта связь взаимнооднозначна вблизи тождественного элемента группы.
Вследствие этого часто достаточно найти представления алгебры Ли. Алгебры Ли являются существенно более простыми объектами для работы, чем группы Ли. Вследствие того факта, что алгебра Ли является конечномерным векторным пространством, в случае лоренцевой алгебры Ли размерность равна 6 и нужно найти лишь конечное число представляющих матриц алгебры Ли, по одной для каждого элемента базиса алгебры Ли как векторного пространства. Остальное следует из линейности, а представление группы получается путём возведения в степень.
Один из возможных выборов базиса для алгебры Ли в стандартном представлении дан в разделе «Соглашения и базисы алгебры Ли».

## Приложения
Многие из представлений, как конечномерные, так и бесконечномерные, важны в теоретической физике. Представления возникают при описании полей в классической теории поля и, наиболее важно, в теории электромагнитного поля и частиц в релятивистской квантовой механике, а также как частиц и квантовых полей в квантовой теории поля и различных объектов в теории струн. Теория представлений даёт также теоретическую основу для понятия спина. Теория представлений входит также в общую теорию относительности в том смысле, что в достаточно малых областях пространства-времени, физика является представлением специальной теории относительности.
Конечномерные неприводимые неунитарные представления вместе с неприводимыми бесконечномерными унитарными представлениями неоднородной группы Лоренца, группы Пуанкаре, являются представлениями, имеющими прямую физическую значимость.
Бесконечномерные унитарные представления группы Лоренца появляются при ограничении неприводимых бесконечномерных унитарных представлений группы Пуанкаре, действующей на гильбертовых пространствах релятивистской квантовой механике и квантовой теории поля. Но они представляют также математический интерес и потенциальную прямую физическую значимость в другой роли, не просто как ограничения. Имелись спекулятивные теории  (тензоры и спиноры имеют бесконечные дубликаты в экпансорах Дирака и экспинорах Хариша-Чандры), согласующиеся с релятивистской и квантовой механикой, но они не нашли доказанного физического применения. Современные спекулятивные теории потенциально имеют те же ингредиенты.

### Математика
Если смотреть с точки зрения математики, целью которой является классификация и описание, то теория представлений группы Лоренца с 1947 является пройденной главой. Но в связи с программой Баргмана – Вигнера, имеются (к 2006 году) нерешённые чисто математические проблемы, связанные с бесконечномерными унитарными представлениями.
Неприводимые бесконечномерные унитарные представления могут иметь косвенную значимость для физической действительности в современных спекулятивных теориях, поскольку (обобщённая) группа Лоренца появляется как малая группа группы Пуанкаре пространственноподобных векторов в пространствах-времени более высокой размерности. Соответствующие бесконечномерные унитарные представления (обобщённой) группы Пуанкаре являются так называемыми тахионными представлениями. Тахионы появляются в спектре бозонных струн и ассоциируются с нестабильностью вакуума . Даже хотя тахионы не могут быть реализованы в природе, эти представления должны быть математически приняты для понимания теории струн. Это потому, что состояния тахиона появляются в теориях суперструн в попытке создать реалистичные модели.
Открытой проблемой (на 2006 год) является завершение программы Баргмана – Вигнера для группы изометрий SO(D – 2, 1) пространства-времени Ситтера dSD – 2. В идеале, физические компоненты функции волны могли бы быть реализованы на гиперболоиде dSD – 2 радиуса μ > 0, вложенном в {\displaystyle \mathbb {R} ^{D-2,1}}, и соответствующие O(D − 2, 1) уравнения ковариантной волны бесконечномерного унитарного представления известны.
Для математиков свойственно считать группу Лоренца, большей частью, группой Мёбиуса, которой она изоморфна. Группу можно представить в терминах набора функций, определённых на сфере Римана. Они являются P-символами Римана, которые выражаются как гипергеометрические функции.

### Классическая теория поля
Хотя электромагнитное поле вместе с гравитационным полем являются единственными классическими полями, доказывающими точное описание природы, другие типы классических полей также важны. При рассмотрении квантовой теории поля (КТП), для описания которой используется вторичное квантование, исходной точкой является одно и более классических полей, где, например, волновые функции, решающие уравнение Дирака, рассматриваются как классические поля предшествующие (вторичному) квантованию. В то время как вторичное квантование и лагранжев формализм, ассоциированный с ним, не являются фундаментальными аспектами КТП, на самом деле ко всем теориям квантового поля можно подходить с этой стороны, включая стандартную модель. В этих случаях имеются классические версии уравнений поля, вытекающих из уравнения Эйлера — Лагранжа, и полученных из лагранжиана с помощью принципа наименьшего действия. Эти уравнения поля должны быть релятивистски инвариантными и их решения (которые будут расцениваться как релятивистские функции волны согласно определению ниже) должны преобразовываться по некоторому представлению группы Лоренца.
Действие группы Лоренца на пространство конфигураций поля (конфигурация поля — это история пространства-времени конкретного решения, например, электромагнитное поле во всём пространстве во всё время является одной конфигурацией поля) напоминает действие на гильбертовых пространствах квантовой механики, за исключением того, что коммутаторные скобки заменены на скобки Пуассона теории поля.

### Релятивистская квантовая механика
Для целей настоящего раздела введём следующее определение: Релятивистская функция волны — это множество n функций {\displaystyle \psi ^{\alpha }} в пространстве-времени, которые преобразуются под произвольным собственным преобразованием Лоренца Λ как
{\displaystyle \psi '^{\alpha }(x)=D{[\Lambda ]^{\alpha }}_{\beta }\psi ^{\beta }\left(\Lambda ^{-1}x\right),}
где D[Λ] — n-мерное матричное представление преобразования Λ, принадлежащее той же прямой сумме (m, n) представления, которое будет введено ниже.
Наиболее полезными релятивистскими квантовыми механиками одночастичных теорий (строго последовательной таковой теории не существует) являются уравнение Клейна — Гордона и уравнение Дирака в их оригинальном виде. Они релятивистски инварианты и их решения преобразуются под группой Лоренца как лоренцовы скаляры ({\displaystyle (m,n)=(0,0)}) и биспиноры соответственно ({\displaystyle (0,{\tfrac {1}{2}})\oplus ({\tfrac {1}{2}},0)}). Электромагнитное поле является релятивистской функцией волны согласно этому определению, преобразующейся под {\displaystyle (1,0)\oplus (0,1)}.
Бесконечномерные представления могут быть использованы в анализе рассеяния/

### Квантовая теория поля
В квантовой теории поля возникает требование релятивистского инварианта среди других путей потребовать, чтобы S-матрица была обязательно инвариантом Пуанкаре. Отсюда следует, что имеется одно или более бесконечномерных представления группы Лоренца, действующих на пространстве Фока. Один из способов гарантии такого представления — существование лагранжева описания (с современными требованиями, см. ссылку) системы, использующее канонический формализм, из которого может быть выведена реализация генераторов группы Лоренца.
Преобразование операторов поля иллюстрирует взаимодополняющие роли конечномерных представлений группы Лоренца и бесконечномерных унитарных представлений группы Пуанкаре, что свидетельствует о глубоком единстве между математикой и физикой. Для примера рассмотрим определение n-компонентного оператора поля. Релятивистский оператор поля — это множество n функций, значениями которых являются операторы, на пространстве-времени, которые преобразуются при подходящих преобразованиях Пуанкаре (Λ, a) согласно выражению.
{\displaystyle \Psi ^{\alpha }(x)\to \Psi '^{\alpha }(x')=U[\Lambda ,a]\Psi ^{\alpha }(x)U^{-1}\left[\Lambda ,a\right]=D{\left[\Lambda ^{-1}\right]^{\alpha }}_{\beta }\Psi ^{\beta }(\Lambda x+a)}
Здесь U[Λ, a] является унитарным оператором, представляющим (Λ, a) в гильбертовом пространстве, на котором определена Ψ, D является n-мерным представлением группы Лоренца. Правилом преобразования служит вторая аксиома Уайтмана квантовой теории поля.
Из соглашений о дифференциальных связях, которым должен следовать оператор поля для описания отдельной частицы с определённой массой m и спином s (или спиральностью), выводится, что 
| {\displaystyle \Psi ^{\alpha }(x)=\sum _{\sigma }\int dp\left(a(\mathbf {p} ,\sigma )u^{\alpha }(\mathbf {p} ,\sigma )e^{ip\cdot x}+a^{\dagger }(\mathbf {p} ,\sigma )v^{\alpha }(\mathbf {p} ,\sigma )e^{-ip\cdot x}\right),} | (X1) |

где {\displaystyle a^{\dagger },a} интерпретируются как операторы рождения и уничтожения соответственно. Оператор рождения {\displaystyle a^{\dagger }} преобразуется согласно формулам
{\displaystyle a^{\dagger }(\mathbf {p} ,\sigma )\rightarrow a'^{\dagger }\left(\mathbf {p} ',\sigma \right)=U[\Lambda ]a^{\dagger }(\mathbf {p} ,\sigma )U\left[\Lambda ^{-1}\right]=a^{\dagger }(\Lambda \mathbf {p} ,\rho )D^{(s)}{\left[R(\Lambda ,\mathbf {p} )^{-1}\right]^{\rho }}_{\sigma },}
и аналогично для оператора аннигиляции. В данном случае следует подчеркнуть, что оператор поля преобразуется согласно конечномерному неунитарному представлению группы Лоренца, в то время как оператор создания преобразуется под бесконечномерном унитарном представлении группы Пуанкаре, описываемом массой и спином (m, s) частицы. Связью между этими двумя служат функции волны, называемые также коэффициентными функциями
{\displaystyle u^{\alpha }(\mathbf {p} ,\sigma )e^{ip\cdot x},\quad v^{\alpha }(\mathbf {p} ,\sigma )e^{-ip\cdot x}}
которые несут оба индекса, как (x, α), оперирующий преобразованиями Лоренца, так и индекс (p, σ), оперирующий преобразованиями Пуанкаре. Это можно назвать связью Лоренца–Пуанкаре. Чтобы продемонстрировать связь, применим к обеим частям уравнения (X1) преобразование Лоренца, что даёт, например, для u
{\displaystyle {D[\Lambda ]^{\alpha }}_{\alpha '}u^{\alpha '}(\mathbf {p} ,\lambda )={D^{(s)}[R(\Lambda ,\mathbf {p} )]^{\lambda '}}_{\lambda }u^{\alpha }\left(\Lambda \mathbf {p} ,\lambda '\right),}
где D является представлением неунитарной группой Лоренца Λ, а D(s) является унитарным представлением так называемого вращения Вигнера R, ассоциированного с Λ и p, которое выводится из представления группы Пуанкаре, а s является спином частицы.
Все вышеприведённые формулы, включая определение оператора поля в терминах операторов рождения и уничтожения, как и дифференциальные уравнения, которым удовлетворяет оператор поля для частицы с указанной массой, спином и (m, n) представлением, которое он должен преобразовывать, а также функция волны, могут быть выведены лишь из теоретических соглашений, как только заданы рамки квантовой механики и специальной теории относительности

### Абстрактные теории
В теориях, в которых размерность пространства-времени может быть больше {\displaystyle D=4}, обобщённые группы Лоренца {\displaystyle \mathrm {O} (D-1;1)} подходящей размерности занимают место группы O(3; 1).
Требование лоренцевой инвариантности принимает, видимо, наиболее драматический эффект в теории струн. С классическими релятивистскими струнами можно работать в лагранжевых рамках с помощью действия Намбу Гото. Это работает в релятивистки инвариантной теории в пространстве-времени любой размерности. Но, оказывается, в теории открытых и закрытых бозонных струн (самой простой теории струн) невозможно квантование таким способом, каким группа Лоренца представляется в пространстве состояний (гильбертовом пространстве), если размерность пространства-времени не равна 26. Соответствующий результат для теории суперструн снова приводит к требованию лоренцевой инвариантности, но теперь с суперсимметрией. В этих теориях алгебра Пуанкаре заменяется на алгебру суперсимметрий, которая является Z2-градуированной алгеброй Ли, расширяющей алгебру Пуанкаре. Структура такой алгебры в высокой степени определяется требованием инварианта Лоренца. В частности, фермионные операторы (класса 1) принадлежат (0, 1/2) или (1/2, 0) представлению пространства (обычной) лоренцевой алгебры Ли. Единственная возможная размерность пространства-времени в таких теориях равна 10.

## Конечномерные представления
Теория представлений групп в общем, и групп Ли в частности, является очень богатой областью. Полная группа Лоренца не является исключением. Группа Лоренца имеет некоторые свойства, которые делают её «податливой», а другие её же свойства делают её «не очень податливой» в контексте теории представлений. Группа является простой, а тогда и полупростой, но не связной, и ни одна из её компонент не является односвязной. Возможно, наиболее важно, что группа Лоренца не компактна.
Для конечномерных представлений наличие полупростоты означает, что с группой Лоренца можно работать тем же образом, как и с другими полупростыми группами, используя хорошо разработанную теорию. Кроме того, все представления строятся из неприводимых, поскольку алгебра Ли обладает свойством полной приводимости. Однако с некомпактными группами Лоренца в комбинации с отсутствием односвязности нельзя работать во всех аспектах в простых рамках, которые применимы к односвязным компактным группам. Из некомпактности следует для связной простой группы Ли, что не существует нетривиальных конечномерных унитарных представлений. Отсутствие односвязности приводит к представлению спинов групп. Несвязность означает, что для представлений полной группы Лоренца обращение времени и инверсию пространства следует рассматривать отдельно.

### История
Разработка теории конечномерных представлений группы Лоренца большей частью следует стратегии общей теории. Теория Ли, разработанной Софусом Ли в 1873. В 1888 классификацию простых алгебр Ли по существу выполнил Вильгельм Киллинг. В 1913 теорему о наибольшем весе для представлений простых алгебр Ли доказал Картан и этим же путём следует данная статья. Ричард Брауэр в 1935–38 годах занимался разработкой теории матриц Вейля — Брауэра, описывающих как спиновые представления лоренцевой алгебры Ли могут быть вложены в алгебры Клиффорда. Группа Лоренца получила также исторически специальное внимание в теории представления, см раздел «История бесконечномерных унитарных представлений» ниже, ввиду её исключительной важности в физике. Математики Герман Вейль и Хариш-Чандра и физики Юджин Вигнер и Валентин Баргман внесли существенный вклад как в общие теории представлений так и, в частности, в теорию групп Лоренца. Физик Поль Дирак был, возможно, первым, кто явно связал всё вместе в практическом приложении с уравнением Дирака в 1928.

### Введение в теорию конечномерных представлений
- Для обозрения стратегии, применяемой для алгебры Ли, обратитесь к разделу «Обзор классификации представлений алгебры Ли».
- Техники, специфичные для некомпактных групп, можно найти в разделах «Унитарный приём»[англ.] и «Представления алгебры Ли и унитарный приём Вейля».
- Переход от представлений алгебры Ли к группе Ли представлен в разделах «Проективное представление» и «Представления матричной группы Ли из представления алгебры Ли».

### Алгебра Ли

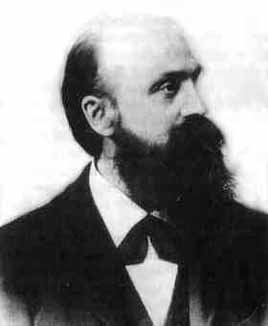
Вильгельм Киллинг, независимо открывший алгебры Ли. Простые алгебры Ли были классифицированы им в 1888.

Согласно стратегии, были найдены неприводимые комплексные линейные представления комплексификации, {\displaystyle {\mathfrak {so}}(3;1)_{\mathbb {C} }} алгебры Ли {\displaystyle {\mathfrak {so}}(3;1)} группы Лоренца. Подходящий базис для {\displaystyle {\mathfrak {so}}(3;1)} задаётся тремя генераторами Ji вращений и тремя генераторами Ki бусты. Они в явном виде даны в разделе «Соглашения и базисы алгебры Ли».
Алгебра Ли является комплексифицированной, а базис заменяется на компоненты 
{\displaystyle \mathbf {A} ={\frac {\mathbf {J} +i\mathbf {K} }{2}},\quad \mathbf {B} ={\frac {\mathbf {J} -i\mathbf {K} }{2}}.}
Компоненты {\displaystyle \mathbf {A} =(A_{1},A_{2},A_{3})} и {\displaystyle \mathbf {B} =(B_{1},B_{2},B_{3})} по отдельности удовлетворяют соотношения коммутирования алгебры Ли {\displaystyle {\mathfrak {su}}(2)} и, более того, коммутируют друг с другом,
{\displaystyle \left[A_{i},A_{j}\right]=i\varepsilon _{ijk}A_{k},\quad \left[B_{i},B_{j}\right]=i\varepsilon _{ijk}B_{k},\quad \left[A_{i},B_{j}\right]=0,}
где i, j, k являются индексами, принимающими значениями 1, 2, 3, а {\displaystyle \varepsilon _{ijk}} является трёхмерным символом Леви-Чивиты. Пусть {\displaystyle \mathbf {A} _{\mathbb {C} }} и {\displaystyle \mathbf {B} _{\mathbb {C} }} означают комплексные линейные оболочки A и B соответственно.
Имеем изоморфизмы 
| {\displaystyle {\begin{aligned}{\mathfrak {so}}(3;1)\hookrightarrow {\mathfrak {so}}(3;1)_{\mathbb {C} }\cong \mathbf {A} _{\mathbb {C} }\oplus \mathbf {B} _{\mathbb {C} }&\cong {\mathfrak {su}}(2)_{\mathbb {C} }\oplus {\mathfrak {su}}(2)_{\mathbb {C} }\\[5pt]&\cong {\mathfrak {sl}}(2,\mathbb {C} )\oplus {\mathfrak {sl}}(2,\mathbb {C} )\\[5pt]&\cong {\mathfrak {sl}}(2,\mathbb {C} )\oplus i{\mathfrak {sl}}(2,\mathbb {C} )={\mathfrak {sl}}(2,\mathbb {C} )_{\mathbb {C} }\hookleftarrow {\mathfrak {sl}}(2,\mathbb {C} ),\end{aligned}}} | (A1) |

где {\displaystyle {\mathfrak {sl}}(2,\mathbb {C} )} является комплексификацией алгебры {\displaystyle {\mathfrak {su}}(2)\cong \mathbf {A} \cong \mathbf {B} .}
Полезность этих изоморфизмов проистекает из факта, что вcе неприводимые представление алгебры {\displaystyle {\mathfrak {su}}(2)}, а потому (см. стратегию) все неприводимые комплексные линейные представления {\displaystyle {\mathfrak {sl}}(2,\mathbb {C} ),} известны. Согласно конечному заключению стратегии, неприводимое комплексное линейное представление алгебры {\displaystyle {\mathfrak {sl}}(2,\mathbb {C} )} изоморфно одному из представлений наибольшего веса. Они приведены в явном виде в разделе «Комплексные линейные представления {\displaystyle {\mathfrak {sl}}(2,\mathbb {C} ).}»

#### Унитарный приём

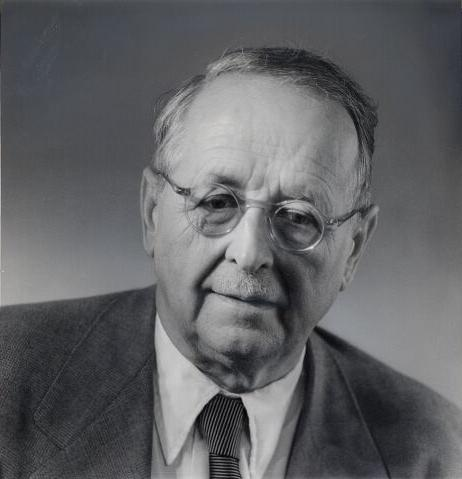
Герман Вейль, разработчик. Имеется несколько концепций и формул в теории представлений, названных именем Вейля, а именно, группа Вейля и .Фото любезно предоставлено ETH-Bibliothek Zürich, Bildarchiv

Алгебра Ли {\displaystyle {\mathfrak {sl}}(2,\mathbb {C} )\oplus {\mathfrak {sl}}(2,\mathbb {C} )} является алгеброй Ли группы {\displaystyle {\text{SL}}(2,\mathbb {C} )\times {\text{SL}}(2,\mathbb {C} ).} Она содержит компактную подгруппу SU(2) × SU(2) с алгеброй Ли {\displaystyle {\mathfrak {su}}(2)\oplus {\mathfrak {su}}(2)}. Последняя является вещественной компактной вещественной формой алгебры {\displaystyle {\mathfrak {sl}}(2,\mathbb {C} )\oplus {\mathfrak {sl}}(2,\mathbb {C} )}. Тогда из первого утверждения унитарного приёма представления группы SU(2) × SU(2) взаимнооднозначно соответствуют голоморфным представлениям группы {\displaystyle {\text{SL}}(2,\mathbb {C} )\times {\text{SL}}(2,\mathbb {C} ).}
Согласно компактности, теорема Питера — Вейля применима к SU(2) × SU(2) и, следовательно, ортогональность непереводимых характеров может быть также использована. Неприводимые унитарные представления группы SU(2) × SU(2) в точности являются тензорными произведениями неприводимых унитарных представлений группы SU(2)
Привлекая односвязность, можно использовать второе утверждение унитарного приёма. Объекты в следующем списке находятся во взаимнооднозначном соотношении:
- Голоморфные представления группы {\displaystyle {\text{SL}}(2,\mathbb {C} )\times {\text{SL}}(2,\mathbb {C} )}
- Гладкие представления SU(2) × SU(2)
- Вещественные линейные представления алгебры {\displaystyle {\mathfrak {su}}(2)\oplus {\mathfrak {su}}(2)}
- Комплексные линейные представления алгебры {\displaystyle {\mathfrak {sl}}(2,\mathbb {C} )\oplus {\mathfrak {sl}}(2,\mathbb {C} )}

Тензорное произведение представлений появляется в алгебрах Ли в одной из форм
| {\displaystyle {\begin{aligned}\pi _{1}\otimes \pi _{2}(X)&=\pi _{1}(X)\otimes \mathrm {Id} _{V}+\mathrm {Id} _{U}\otimes \pi _{2}(X)&&X\in {\mathfrak {g}}\\\pi _{1}\otimes \pi _{2}(X,Y)&=\pi _{1}(X)\otimes \mathrm {Id} _{V}+\mathrm {Id} _{U}\otimes \pi _{2}(Y)&&(X,Y)\in {\mathfrak {g}}\oplus {\mathfrak {g}}\end{aligned}}} | (A0) |

где Id является тождественным оператором. Здесь предполагается последняя интерпретация, которая следует из уравнения (G6). Наибольший вес представления алгебры {\displaystyle {\mathfrak {sl}}(2,\mathbb {C} )} индексируется значениями μ для μ = 0, 1/2, 1, .... (Наибольшие веса в действительности равны {\displaystyle 2\mu =0,1,2,...}, но обозначения здесь адаптированы к обозначениям алгебры {\displaystyle {\mathfrak {so}}(3;1).}). Тензорные произведения двух таких комплексных линейных сомножителей тогда образуют неприводимые комплексные линейные представления алгебры {\displaystyle {\mathfrak {sl}}(2,\mathbb {C} )\oplus {\mathfrak {sl}}(2,\mathbb {C} ).}
Наконец, {\displaystyle \mathbb {R} }-линейные представления вещественных форм крайние слева, (алгебры) {\displaystyle {\mathfrak {so}}(3;1)}, и крайние справа, {\displaystyle {\mathfrak {sl}}(2,\mathbb {C} ),} в формуле (A1) получаются из {\displaystyle \mathbb {C} }-линейных представлений алгебры {\displaystyle {\mathfrak {sl}}(2,\mathbb {C} )\oplus {\mathfrak {sl}}(2,\mathbb {C} )}, описанной в предыдущем параграфе.

#### Представления
Вещественные линейные представления для алгебр {\displaystyle {\mathfrak {sl}}(2,\mathbb {C} )} и {\displaystyle {\mathfrak {so}}(3;1)}, рассматриваемые здесь, предполагают, что комплексные линейные представления алгебры {\displaystyle {\mathfrak {sl}}(2,\mathbb {C} )} известны. Явные реализации и представления групп даны ниже.

##### (μ,ν)-представления алгебры sl(2, C)
Комплексные линейные представления комплексификации алгебры {\displaystyle {\mathfrak {sl}}(2,\mathbb {C} ),{\mathfrak {sl}}(2,\mathbb {C} )_{\mathbb {C} },}, полученные с помощью изоморфизмов в уравнении (A1), находятся во взаимнооднозначном соответствии с вещественными линейными представлениями алгебры {\displaystyle {\mathfrak {sl}}(2,\mathbb {C} )}. Множество всех, по меньшей мере вещественных линейных, неприводимых представлений алгебры {\displaystyle {\mathfrak {sl}}(2,\mathbb {C} )} тогда индексируется парой {\displaystyle (\mu ,\nu )}. Индексы комплексных линейных представлений, точно соответствующих комплексификации вещественных линейных {\displaystyle {\mathfrak {su}}(2)} представлений, имеют вид (μ, 0), в то время как индексы сопряжённых линейных имеют вид (0, ν). Все другие представления являются только вещественными линейными. Свойства линейности следуют из канонического вложения, крайне правого в формуле (A1), алгебры {\displaystyle {\mathfrak {sl}}(2,\mathbb {C} )} в её комплексификацию. Представления в виде (ν, ν) или {\displaystyle (\mu ,\nu )\oplus (\nu ,\mu )} задаются вещественными матрицами (второе не является неприводимым). Явными вещественными линейными {\displaystyle (\mu ,\nu )}-представлениями алгебры {\displaystyle {\mathfrak {sl}}(2,\mathbb {C} )} являются
| {\displaystyle \varphi _{\mu ,\nu }(X)=\left(\varphi _{\mu }\otimes {\overline {\varphi _{\nu }}}\right)(X)=\varphi _{\mu }(X)\otimes \operatorname {Id} _{\nu +1}+\operatorname {Id} _{\mu +1}\otimes {\overline {\varphi _{\nu }(X)}},\qquad X\in {\mathfrak {sl}}(2,\mathbb {C} )} |

где {\displaystyle \varphi _{\mu },\mu =0,{\tfrac {1}{2}},1,{\tfrac {3}{2}},\ldots } являются комплексными линейными неприводимыми представлениями алгебры {\displaystyle {\mathfrak {sl}}(2,\mathbb {C} )}, а {\displaystyle {\overline {\varphi _{\nu }}},\nu =0,{\tfrac {1}{2}},1,{\tfrac {3}{2}},\ldots } являются их комплексными сопряжёнными представлениями. (В математической литературе обычно применяются индексы 0, 1, 2, …, но здесь выбраны дроби для согласования с индексами для {\displaystyle {\mathfrak {so}}(3,1)} алгебры Ли.) Здесь скалярное произведение интерпретируется в первоначальном смысле как (A0). Эти представления конкретно реализованы ниже.

##### (m,n)-представления алгебры so(3; 1)
Через указанный изоморфизм в уравнении (A1) и знание комплексных линейных неприводимых представлений алгебры {\displaystyle {\mathfrak {sl}}(2,\mathbb {C} )\oplus {\mathfrak {sl}}(2,\mathbb {C} )}, разрешённой относительно J и K, получаются все неприводимые представления алгебры {\displaystyle {\mathfrak {so}}(3;1)_{\mathbb {C} }} и, путём ограничения, представления алгебры {\displaystyle {\mathfrak {so}}(3;1)}. Представления алгебры {\displaystyle {\mathfrak {so}}(3;1)}, полученные таким образом, являются вещественными линейными (а не комплексными или антилинейными), поскольку алгебры не замкнуты относительно сопряжения, но они остаются неприводимыми. Поскольку алгебра {\displaystyle {\mathfrak {so}}(3;1)} является полупростой, все её представления можно построить как прямые суммы неприводимых представлений.
Тогда неприводимые представления конечной размерности алгебры Лоренца классифицируются упорядоченными парами половинок целых чисел m = μ и n = ν, которые традиционно записываются как
{\displaystyle (m,n)\equiv \pi _{(m,n)}:{\mathfrak {so}}(3;1)\to {\mathfrak {gl}}(V),}
где V является конечномерным векторным пространством. Они, с точностью до подобия, единственным образом задаются выражениями
| {\displaystyle {\begin{aligned}\pi _{(m,n)}(J_{i})&=1_{(2m+1)}\otimes J_{i}^{(n)}+J_{i}^{(m)}\otimes 1_{(2n+1)}\\\pi _{(m,n)}(K_{i})&=i\left(1_{(2m+1)}\otimes J_{i}^{(n)}-J_{i}^{(m)}\otimes 1_{(2n+1)}\right),\end{aligned}}} | (A2) |

где 1n является n-мерной единичной матрицей, а
{\displaystyle \mathbf {J} ^{(n)}=\left(J_{1}^{(n)},J_{2}^{(n)},J_{3}^{(n)}\right)}
являются (2n + 1)-мерными неприводимыми представлениями алгебры {\displaystyle {\mathfrak {so}}(3)\cong {\mathfrak {su}}(2)}, которые называются также спиновыми матрицами или матрицами момента импульса. Они явно задаются формулами
{\displaystyle {\begin{aligned}\left(J_{1}^{(j)}\right)_{a'a}&={\frac {1}{2}}\left({\sqrt {(j-a)(j+a+1)}}\delta _{a',a+1}+{\sqrt {(j+a)(j-a+1)}}\delta _{a',a-1}\right)\\\left(J_{2}^{(j)}\right)_{a'a}&={\frac {1}{2i}}\left({\sqrt {(j-a)(j+a+1)}}\delta _{a',a+1}-{\sqrt {(j+a)(j-a+1)}}\delta _{a',a-1}\right)\\\left(J_{3}^{(j)}\right)_{a'a}&=a\delta _{a',a}\end{aligned}}}
где δ означает символ Кронекера. В компонентах с {\displaystyle -m\leqslant a,a'\leqslant m}, {\displaystyle -n\leqslant b,b'\leqslant n} представления задаются уравнениями
{\displaystyle {\begin{aligned}\left(\pi _{(m,n)}\left(J_{i}\right)\right)_{a'b',ab}&=\delta _{b'b}\left(J_{i}^{(m)}\right)_{a'a}+\delta _{a'a}\left(J_{i}^{(n)}\right)_{b'b}\\\left(\pi _{(m,n)}\left(K_{i}\right)\right)_{a'b',ab}&=i\left(\delta _{a'a}\left(J_{i}^{(n)}\right)_{b'b}-\delta _{b'b}\left(J_{i}^{(m)}\right)_{a'a}\right)\end{aligned}}}

###### Общие представления
|                                 | {\displaystyle m=0}              | {\displaystyle {\tfrac {1}{2}}} | 1                                   | {\displaystyle {\tfrac {3}{2}}} |
| ------------------------------- | -------------------------------- | ------------------------------- | ----------------------------------- | ------------------------------- |
| {\displaystyle n=0}             | Скаляр (1)                       | Левый спинор Вейля (2)          | Самодвойственная 2-форма (3)        | (4)                             |
| {\displaystyle {\tfrac {1}{2}}} | Правый спинор Вейля spinor (2)   | 4-вектор (4)                    | (6)                                 | (8)                             |
| 1                               | Антисамодвойственная 2-форма (3) | (6)                             | Бесследовый симметричный тензор (9) | (12)                            |
| {\displaystyle {\tfrac {3}{2}}} | (4)                              | (8)                             | (12)                                | (16)                            |

- Представление (0, 0) является одномерным тривиальным представлением и содержатся в релятивистских теориях скалярного поля.
- Генераторы фермионной суперсимметрии преобразуются под одним из {\displaystyle (0,{\tfrac {1}{2}})} или {\displaystyle ({\tfrac {1}{2}},0)} представлений[69].
- Четырёхимпульс частицы (не имеющая массы или с массой) преобразуются при (1/2, 1/2) представлении.
- Физическим примером бесследового симметричного[англ.] тензорного поля является бесследовая[nb 21] часть тензора энергии-импульса Tμν[70][nb 22].

Недиагональные прямые суммы
Так как для любого неприводимого представления, для которого m ≠ n, необходимо оперировать над полем комплексных чисел, прямая сумма представлений (m, n) и (n, m) имеют особую важность для физики, поскольку это позволяет использовать линейные отображения над вещественными числами.
- {\displaystyle ({\tfrac {1}{2}},0)\oplus (0,{\tfrac {1}{2}})} является представлением биспинора. См. также дираковский спинор и спиноры Вейля и биспиноры ниже.
- {\displaystyle (1,{\tfrac {1}{2}})\oplus ({\tfrac {1}{2}},1)} является представлением поля Рариты — Швингера.
- {\displaystyle ({\tfrac {3}{2}},0)\oplus (0,{\tfrac {3}{2}})} могло бы быть симметрией гипотетического гравитино[nb 23]. Это можно получить из представления {\displaystyle (1,{\tfrac {1}{2}})\oplus ({\tfrac {1}{2}},1)}[71].
- {\displaystyle (1,0)\oplus (0,1)} является представлением инварианта чётности поля 2-формы (известная как форма кривизны). Тензор электромагнитного поля преобразуется этим представлением.

### Группа
Подход в этом разделе основывается на теоремах, которые, в свою очередь, основываются на фундаментальном соответствии Ли. Соответствие Ли является, по сути, словарём между связными группами Ли и алгебрами Ли. Связь между ними является экспоненциальным отображением из алгебры Ли в группу Ли, которое обозначается {\displaystyle \exp :{\mathfrak {g}}\to G}. Общая теория суммирована в разделе «Введение в теорию конечномерных представлений».
Если алгебра {\displaystyle \pi :{\mathfrak {g}}\to {\mathfrak {gl}}(V)} для некоторого векторного пространства V является представлением, представление Π связной компоненты группы G определяется уравнениями
| {\displaystyle {\begin{aligned}\Pi (g=e^{iX})&\equiv e^{i\pi (X)},&&X\in {\mathfrak {g}},\quad g=e^{iX}\in \mathrm {im} (\exp ),\\\Pi (g=g_{1}g_{2}\cdots g_{n})&\equiv \Pi (g_{1})\Pi (g_{2})\cdots \Pi (g_{n}),&&g\notin \mathrm {im} (\exp ),\quad g_{1},g_{2},\ldots ,g_{n}\in \mathrm {im} (\exp ).\end{aligned}}} | (G2) |

Это определение применяется независимо от того, результирующее представление проективно или нет.

#### Сюръективность экспоненциального отображения для SO(3, 1)
С практической точки зрения важно знать, может ли первая формула в (G2) быть использована для всех элементов группы. Это выполняется для всех {\displaystyle X\in {\mathfrak {g}}}, однако, в общем случае, например, для {\displaystyle {\text{SL}}(2,\mathbb {C} )}, не все g ∈ G находятся в образе exp.
Однако {\displaystyle \exp :{\mathfrak {so}}(3;1)\to {\text{SO}}(3;1)^{+}} является сюръективным. Один из путей показать это — использовать изоморфизм {\displaystyle {\text{SO}}(3;1)^{+}\cong {\text{PGL}}(2,\mathbb {C} )}, в котором правая часть — группа Мёбиуса. Это факторгруппа группы {\displaystyle {\text{GL}}(n,\mathbb {C} )} (см. ссылку на статью). Факторотображение обозначается через {\displaystyle p:{\text{GL}}(n,\mathbb {C} )\to {\text{PGL}}(2,\mathbb {C} )}. Отображение {\displaystyle \exp :{\mathfrak {gl}}(n,\mathbb {C} )\to {\text{GL}}(n,\mathbb {C} )} является отображением на. Применяем формулу (Lie) с π, который является дифференциалом p на тождестве. Тогда
{\displaystyle \forall X\in {\mathfrak {gl}}(n,\mathbb {C} ):\quad p(\exp(iX))=\exp(i\pi (X)).}
Поскольку левая сторона сюръективна (так как exp и p таковы), правая сторона сюръективна, а следовательно {\displaystyle \exp :{\mathfrak {pgl}}(2,\mathbb {C} )\to {\text{PGL}}(2,\mathbb {C} )} сюръективно . Наконец, используем аргумент ещё раз, но теперь с известным изоморфизмом между SO(3; 1)+ и {\displaystyle {\text{PGL}}(2,\mathbb {C} )}, чтобы показать, что exp является отображением «на» для связной компоненты группы Лоренца.

#### Фундаментальная группа
Группа Лоренца дважды связна, т. е. {\displaystyle \pi _{1}(\mathrm {SO} (3;1))} является группой с двумя классами эквивалентности петель в качестве элементов.
Чтобы показать фундаментальную группу группы {\displaystyle \mathrm {SO} (3;1)^{+}}, рассматриваем топологию её накрывающей группы {\displaystyle {\text{SL}}(2,\mathbb {C} )}. Согласно теореме о полярном разложении любая матрица {\displaystyle \lambda \in {\text{SL}}(2,\mathbb {C} )} может быть единственным образом выражена в виде
{\displaystyle \lambda =ue^{h},}
где u — унитарная матрица с определителем, равным единице, следовательно, матрица лежит в SU(2) и h является эрмитовой с нулевым следом. Условия для следа и определителя означают:
{\displaystyle {\begin{aligned}h&={\begin{pmatrix}c&a-ib\\a+ib&-c\end{pmatrix}}&&(a,b,c)\in \mathbb {R} ^{3}\\[4pt]u&={\begin{pmatrix}d+ie&f+ig\\-f+ig&d-ie\end{pmatrix}}&&(d,e,f,g)\in \mathbb {R} ^{4},d^{2}+e^{2}+f^{2}+g^{2}=1\end{aligned}}}
Очевидно, что непрерывное взаимнооднозначное отображение является гомеоморфизмом с непрерывным обратным отображением, задаваемым выражениями (место u отождествляется ч {\displaystyle \mathbb {S} ^{3}\subset \mathbb {R} ^{4}})
{\displaystyle {\begin{cases}\mathbb {R} ^{3}\times \mathbb {S} ^{3}\to {\text{SL}}(2,\mathbb {C} )\\(r,s)\mapsto u(s)e^{h(r)}\end{cases}}},
что явно показывает, что {\displaystyle {\text{SL}}(2,\mathbb {C} )} односвязна. Но {\displaystyle {\text{SO}}(3;1)\cong {\text{SL}}(2,\mathbb {C} )/\{\pm I\},} где {\displaystyle \{\pm I\}} является центром группы {\displaystyle {\text{SL}}(2,\mathbb {C} )}. Отождествление λ и −λ — это то же самое, что и отождествление унитарных множителей u и −u, которое, в свою очередь, эквивалентно отождествлению антиподальных точек на сфере {\displaystyle \mathbb {S} ^{3}.} Топологически
{\displaystyle {\text{SO}}(3;1)\cong \mathbb {R} ^{3}\times (\mathbb {S} ^{3}/\mathbb {Z} _{2}),}
где последний множитель односвязен. Геометрически, очевидно (с целью визуализации {\displaystyle \mathbb {S} ^{3}} можно заменить на {\displaystyle \mathbb {S} ^{2}}), что путь из u в −u в {\displaystyle SU(2)\cong \mathbb {S} ^{3}} является петлёй в {\displaystyle \mathbb {S} ^{3}/\mathbb {Z} _{2}}, поскольку u и −u являются антиподными точками, и что он не стягивается в точку. Но путь из u в −u и снова к u, петля в {\displaystyle \mathbb {S} ^{3}} и двойная петля (считая {\displaystyle p(ue^{h})=p(-ue^{h})}, где {\displaystyle p:{\text{SL}}(2,\mathbb {C} )\to {\text{SO}}(3;1)} является накрывающим отображением) в {\displaystyle \mathbb {S} ^{3}/\mathbb {Z} _{2}}, которая стягиваема в точку (непрерывно двигаясь от −u «вверх по лестннице» в {\displaystyle \mathbb {S} ^{3}} и стягивает путь в точку u). Тогда π1(SO(3; 1)) является группой с двумя классами эквивалентности петель в качестве элементов, или, выражаясь проще, SO(3; 1) дважды связна.

#### Проективные представления
Поскольку {\displaystyle \pi _{1}(\mathrm {SO} (3;1)^{+}} имеет два элемента, некоторые представления алгебры Ли приводят к проективным представлениям. Если известно, что представление проективно, формулу (G2) можно применять ко всем элементам группы и всем представлениям, включая проективные, принимая во внимание, что представление элемента группы будет зависеть от того, какой элемент алгебры Ли (X в (G2)) используется для представления элемента группы в стандартном представлении.
Для группы Лоренца (m, n)-представление является проективным, когда m + n является половиной целого числа. См. раздел «Спиноры».
Для проективного представления Π группы {\displaystyle \mathrm {SO} (3;1)^{+}} выполняется
| {\displaystyle \left[\Pi (\Lambda _{1})\Pi (\Lambda _{2})\Pi ^{-1}(\Lambda _{1}\Lambda _{2})\right]^{2}=1\Rightarrow \Pi (\Lambda _{1}\Lambda _{2})=\pm \Pi (\Lambda _{1})\Pi (\Lambda _{2}),\qquad \Lambda _{1},\Lambda _{2}\in \mathrm {SO} (3;1),} | (G5) |

поскольку любая петля в SO(3; 1)+, обходя дважды, ввиду двойной связности, стягиваема в точку, так что её класс гомотопии является классом постоянного отображения. Отсюда следует, что функция Π имеет два значения. Невозможно однозначно выбрать знак для получения непрерывного представления всей {\displaystyle \mathrm {SO} (3;1)^{+}}, но, возможно, локально около каждой точки.

### Накрывающая группа группы SL(2, C)
Рассмотрим {\displaystyle {\mathfrak {sl}}(2,\mathbb {C} )} как вещественную алгебру Ли с базисом
{\displaystyle \left({\frac {1}{\sqrt {2}}}\sigma _{1},{\frac {1}{\sqrt {2}}}\sigma _{2},{\frac {1}{\sqrt {2}}}\sigma _{3},{\frac {i}{\sqrt {2}}}\sigma _{1},{\frac {i}{\sqrt {2}}}\sigma _{2},{\frac {i}{\sqrt {2}}}\sigma _{3}\right)\equiv (j_{1},j_{2},j_{3},k_{1},k_{2},k_{3}),}
где {\displaystyle \sigma }-ы означают матрицы Паули. Из отношений
| {\displaystyle [\sigma _{i},\sigma _{j}]=2i\epsilon _{ijk}\sigma _{k}} | (J1) |

получаем
| {\displaystyle [j_{i},j_{j}]=i\epsilon _{ijk}j_{k},\quad [j_{i},k_{j}]=i\epsilon _{ijk}k_{k},\quad [k_{i},k_{j}]=-i\epsilon _{ijk}j_{k},} | (J2) |

что в точности имеет вид 3-мерной версии соотношений коммутирования для алгебры {\displaystyle {\mathfrak {so}}(3;1)} (см. «Соглашения и базисы алгебры Ли» ниже). Таким образом, отображение {\displaystyle J_{i}\leftrightarrow j_{i}}, {\displaystyle K_{i}\leftrightarrow k_{i}}, продолженное по линейности, является изоморфизмом. Поскольку группа {\displaystyle {\text{SL}}(2,\mathbb {C} )} односвязна, она является универсальной накрывающей группой группы {\displaystyle \mathrm {SO} (3;1)^{+}}.

#### Геометрическая точка зрения

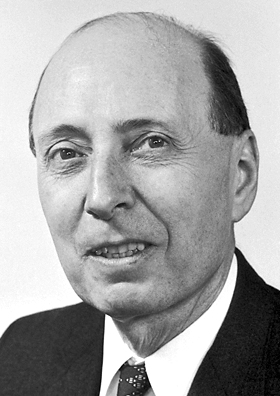
Ю.П. Вигнер глубоко исследовал группу Лоренца и он известен по уравнению Баргмана — Вигнера. Реализация накрывающей группы, данной здесь, взята из его статьи 1939 года.

Пусть {\displaystyle p_{g}(t),0\leqslant t\leqslant 1} — путь из {\displaystyle 1\in \mathrm {SO} (3;1)^{+}} в {\displaystyle g\in \mathrm {SO} (3;1)^{+}}, обозначим его класс гомотопии через {\displaystyle [p_{g}]} и пусть {\displaystyle \pi _{g}} — множество таких классов гомотопии. Определим множество
| {\displaystyle G=\{(g,[p_{g}]):g\in \mathrm {SO} (3;1)^{+},[p_{g}]\in \pi _{g}\}} | (C1) |

и снабдим его мультипликативной операцией
| {\displaystyle (g_{1},[p_{1}])(g_{2},[p_{2}])=(g_{1}g_{2},[p_{12}]),} | (C2) |

где {\displaystyle p_{12}} является произведением путей {\displaystyle p_{1}} и {\displaystyle p_{2}}:
{\displaystyle p_{12}(t)=(p_{1}*p_{2})(t)={\begin{cases}p_{1}(2t)&0\leqslant t\leqslant {\tfrac {1}{2}}\\p_{2}(2t-1)&{\tfrac {1}{2}}\leqslant t\leqslant 1\end{cases}}}
С этим умножением группа G становится группой, изоморфной {\displaystyle {\text{SL}}(2,\mathbb {C} )}, универсальной накрывающей группой группы SO(3; 1)+. Поскольку каждая πg имеет два элемента, по построению выше, имеется накрытие 2:1 {\displaystyle p:G\to \mathrm {SO} (3;1)^{+}}. Согласно теории накрывающих групп алгебры Ли {\displaystyle {\mathfrak {so}}(3;1),{\mathfrak {sl}}(2,\mathbb {C} )} и {\displaystyle {\mathfrak {g}}} группы G изоморфны. Накрывающее отображение p : G → SO(3; 1)+ задаётся просто формулой {\displaystyle p(g,[p_{g}])=g}.

#### Алгебраическая точка зрения
Пусть {\displaystyle {\text{SL}}(2,\mathbb {C} )} действует на множестве всех эрмитовых 2×2 матриц {\displaystyle {\mathfrak {h}}} посредством операции
| {\displaystyle {\begin{cases}\mathbf {P} (A):{\mathfrak {h}}\to {\mathfrak {h}}\\X\mapsto A^{\dagger }XA\end{cases}}\qquad A\in \mathrm {SL} (2,\mathbb {C} )} | (C3) |

Действие на {\displaystyle {\mathfrak {h}}} линейно. Элемент множества {\displaystyle {\mathfrak {h}}} можно записать в виде
| {\displaystyle X={\begin{pmatrix}\xi _{4}+\xi _{3}&\xi _{1}+i\xi _{2}\\\xi _{1}-i\xi _{2}&\xi _{4}-\xi _{3}\\\end{pmatrix}}\qquad \xi _{1},\ldots ,\xi _{4}\in \mathbb {R} .} | (C4) |

Отображение P является автоморфизмом группы в {\displaystyle {\text{GL}}({\mathfrak {h}})\subset {\text{End}}({\mathfrak {h}})}. Тогда {\displaystyle \mathbf {P} :{\text{SL}}(2,\mathbb {C} )\to {\text{GL}}({\mathfrak {h}})} является 4-мерным представлением группы {\displaystyle \mathrm {SL} (2,\mathbb {C} )}. Его ядро должно, в частности, переводить единичную матрицу в себя, {\displaystyle A^{\dagger }IA=A^{\dagger }A=I}, а потому {\displaystyle A^{\dagger }=A^{-1}}. Тогда {\displaystyle AX=XA} для A из ядра, так что, по лемме Шура, A является единичной матрицей, умноженной на константу, и A должна быть равна ±I, поскольку {\displaystyle \mathrm {det} A=1}. Пространство {\displaystyle {\mathfrak {h}}} отображается в пространство Минковского M4 посредством
| {\displaystyle X=(\xi _{1},\xi _{2},\xi _{3},\xi _{4})\leftrightarrow {\overrightarrow {(\xi _{1},\xi _{2},\xi _{3},\xi _{4})}}=(x,y,z,t)={\overrightarrow {X}}.} | (C5) |

Действие P(A) на {\displaystyle {\mathfrak {h}}} сохраняет определители. Индуцированное представление p группы {\displaystyle {\text{SL}}(2,\mathbb {C} )} на {\displaystyle \mathbb {R} ^{4},} с помощью изоморфизма, приведённого выше, заданное формулой
| {\displaystyle \mathbf {p} (A){\overrightarrow {X}}={\overrightarrow {AXA^{\dagger }}}} | (C6) |

сохраняет лоренцево скалярное произведение, поскольку
{\displaystyle -\det X=\xi _{1}^{2}+\xi _{2}^{2}+\xi _{3}^{2}-\xi _{4}^{2}=x^{2}+y^{2}+z^{2}-t^{2}.}
Это означает, что p(A) принадлежит полной группе Лоренца SO(3; 1). Согласно теореме о связности, поскольку {\displaystyle {\text{SL}}(2,\mathbb {C} )} связна, её образ при отображении p в SO(3; 1) связен, а потому содержится в SO(3; 1)+.
Можно показать, что отображение Ли {\displaystyle \mathbf {p} :{\text{SL}}(2,\mathbb {C} )\to {\text{SO}}(3;1)^{+},} является изоморфизмом {\displaystyle \pi :{\mathfrak {sl}}(2,\mathbb {C} )\to {\mathfrak {so}}(3;1)}. Отображение P является отображение в.
Тогда {\displaystyle {\text{SL}}(2,\mathbb {C} )}, поскольку она односвязна, является универсальной накрывающей группой группы SO(3; 1)+, изоморфной группе G выше.

#### Несюръективность экспоненциального отображения для SL(2, C)

Рисунок показывает связи отображений, обсуждаемых в тексте. Здесь V является конечномерным векторным пространством, несущими представления алгебры, а обозначает экспоненциальное отображение, p является накрывающим отображением из в SO(3; 1)^{+}, а σ является изоморфизмом алгебры Ли, индуцированным отображением.
Отображения Π, π и два Φ являются представлениями. Представленная картина верна лишь частично, когда Π проективно.

Экспоненциальное отображение {\displaystyle \exp :{\mathfrak {sl}}(2,\mathbb {C} )\to {\text{SL}}(2,\mathbb {C} )} не является отображением на. Матрица
| {\displaystyle q={\begin{pmatrix}-1&1\\0&-1\\\end{pmatrix}}} | (S6) |

находится в {\displaystyle {\text{SL}}(2,\mathbb {C} )}, но нет никакого {\displaystyle Q\in {\mathfrak {sl}}(2,\mathbb {C} )}, такого, что {\displaystyle q=\mathrm {exp} (Q)}.
В общем случае, если g является элементом связной группы Ли G с алгеброй Ли {\displaystyle {\mathfrak {g}},} то, по формуле (Lie),
| {\displaystyle g=\exp(X_{1})\cdots \exp(X_{n}),\qquad X_{1},\ldots X_{n}\in {\mathfrak {g}}.} | (S7) |

Матрицу q можно записать в виде
| {\displaystyle {\begin{aligned}\exp(-X)\exp(i\pi H)&=\exp \left({\begin{pmatrix}0&-1\\0&0\\\end{pmatrix}}\right)\exp \left(i\pi {\begin{pmatrix}1&0\\0&-1\\\end{pmatrix}}\right)\\[4pt]&={\begin{pmatrix}1&-1\\0&1\\\end{pmatrix}}{\begin{pmatrix}-1&0\\0&-1\\\end{pmatrix}}\\[4pt]&={\begin{pmatrix}-1&1\\0&-1\\\end{pmatrix}}=q.\end{aligned}}} | (S8) |

### Реализация представлений группSL(2, C)иsl(2, C)и их алгебр Ли
Комплексные линейные представления {\displaystyle {\mathfrak {sl}}(2,\mathbb {C} )} и {\displaystyle {\text{SL}}(2,\mathbb {C} )} более просты для получения, чем представления алгебры {\displaystyle {\mathfrak {so}}(3;1)^{+}}. Их можно (обычно так и делается) создавать с нуля. Голоморфные представления групп (что означает, что соответствующее представление алгебры Ли является комплексным линейным) связаны с комплексным линейным представлением алгебры Ли возведением в степень. Вещественные линейные представления алгебры {\displaystyle {\mathfrak {sl}}(2,\mathbb {C} )} являются в точности (μ, ν)-представлениями. Они могут быть также возведены в степень. (μ, 0)-Представления являются комплексными линейными и они являются (изоморфны) представлениями наибольшего веса. Они обычно индексируются только одним целым числом (но здесь используется половина целого).
Для удобства в этом разделе используются математические соглашения. Элементы алгебры Ли отличаются на множитель i и не имеют множителя i в экспоненциальном отображении по сравнению с физическими соглашениями, применяемыми повсеместно. Пусть базисом {\displaystyle {\mathfrak {sl}}(2,\mathbb {C} )} будет
| {\displaystyle H={\begin{pmatrix}1&0\\0&-1\\\end{pmatrix}},\quad X={\begin{pmatrix}0&1\\0&0\\\end{pmatrix}},\quad Y={\begin{pmatrix}0&0\\1&0\\\end{pmatrix}}.} | (S1) |

Выбор базиса и обозначения являются стандартными для математической литературы.

#### Комплексные линейные представления
Неприводимые голоморфные (n + 1)-мерные представления {\displaystyle {\text{SL}}(2,\mathbb {C} ),n\geqslant 2,} могут быть реализованы на пространстве однородных многочленов степени n от 2 переменных {\displaystyle \mathbf {P} _{n}^{2},}, элементами которого являются
{\displaystyle P{\begin{pmatrix}z_{1}\\z_{2}\\\end{pmatrix}}=c_{n}z_{1}^{n}+c_{n-1}z_{1}^{n-1}z_{2}+\cdots +c_{0}z_{2}^{n},\quad c_{0},c_{1},\ldots ,c_{n}\in \mathbb {Z} .}
Действие {\displaystyle {\text{SL}}(2,\mathbb {C} )} задаётся формулой 
| {\displaystyle (\phi _{n}(g)P){\begin{pmatrix}z_{1}\\z_{2}\\\end{pmatrix}}=\left[\phi _{n}{\begin{pmatrix}a&b\\c&d\\\end{pmatrix}}P\right]{\begin{pmatrix}z_{1}\\z_{2}\\\end{pmatrix}}=P\left({\begin{pmatrix}a&b\\c&d\\\end{pmatrix}}^{-1}{\begin{pmatrix}z_{1}\\z_{2}\\\end{pmatrix}}\right),\qquad P\in \mathbf {P} _{n}^{2}.} | (S2) |

Ассоциированным {\displaystyle {\mathfrak {sl}}(2,\mathbb {C} )}-действием является, используя формулу (G6) и определение выше, для базисных элементов алгебры {\displaystyle {\mathfrak {sl}}(2,\mathbb {C} )}
| {\displaystyle \phi _{n}(H)=-z_{1}{\frac {\partial }{\partial z_{1}}}+z_{2}{\frac {\partial }{\partial z_{2}}},\quad \phi _{n}(X)=-z_{2}{\frac {\partial }{\partial z_{1}}},\quad \phi _{n}(Y)=-z_{1}{\frac {\partial }{\partial z_{2}}}.} | (S5) |

С выбором базиса для {\displaystyle P\in \mathbf {P} _{n}^{2}} эти представления становятся матричными алгебрами Ли.

#### Вещественные линейные представления
(μ, ν)-Представления реализуется на пространстве многочленов {\displaystyle \mathbf {P} _{\mu ,\nu }^{2}} от {\displaystyle z_{1},{\overline {z_{1}}},z_{2},{\overline {z_{2}}}}, однородных степени μ от переменных {\displaystyle z_{1},z_{2}} и однородных степени ν от {\displaystyle {\overline {z_{1}}},{\overline {z_{2}}}.}. Представления задаются формулой
| {\displaystyle (\phi _{\mu ,\nu }(g)P){\begin{pmatrix}z_{1}\\z_{2}\\\end{pmatrix}}=\left[\phi _{\mu ,\nu }{\begin{pmatrix}a&b\\c&d\\\end{pmatrix}}P\right]{\begin{pmatrix}z_{1}\\z_{2}\\\end{pmatrix}}=P\left({\begin{pmatrix}a&b\\c&d\\\end{pmatrix}}^{-1}{\begin{pmatrix}z_{1}\\z_{2}\\\end{pmatrix}}\right),\qquad P\in \mathbf {P} _{\mu ,\nu }^{2}.} | (S6) |

При рассмотрении формулы (G6) опять, находим, что
| {\displaystyle \phi _{\mu ,\nu }(E)P=-{\frac {\partial P}{\partial z_{1}}}\left(E_{11}z_{1}+E_{12}z_{2}\right)-{\frac {\partial P}{\partial z_{2}}}\left(E_{21}z_{1}+E_{22}z_{2}\right)-{\frac {\partial P}{\partial {\overline {z_{1}}}}}\left({\overline {E_{11}}}{\overline {z_{1}}}+{\overline {E_{12}}}{\overline {z_{2}}}\right)-{\frac {\partial P}{\partial {\overline {z_{2}}}}}\left({\overline {E_{21}}}{\overline {z_{1}}}+{\overline {E_{22}}}{\overline {z_{2}}}\right),\qquad E\in {\mathfrak {sl}}(2,\mathbf {C} ).} | (S7) |

В частности, для базисных элементов:
| {\displaystyle {\begin{aligned}\phi _{\mu ,\nu }(H)&=-z_{1}{\frac {\partial }{\partial z_{1}}}+z_{2}{\frac {\partial }{\partial z_{2}}}-{\overline {z_{1}}}{\frac {\partial }{\partial {\overline {z_{1}}}}}+{\overline {z_{2}}}{\frac {\partial }{\partial {\overline {z_{2}}}}}\\\phi _{\mu ,\nu }(X)&=-z_{2}{\frac {\partial }{\partial z_{1}}}-{\overline {z_{2}}}{\frac {\partial }{\partial {\overline {z_{1}}}}}\\\phi _{\mu ,\nu }(Y)&=-z_{1}{\frac {\partial }{\partial z_{2}}}-{\overline {z_{1}}}{\frac {\partial }{\partial {\overline {z_{2}}}}}\end{aligned}}} | (S8) |

### Свойства представлений (m,n)
Представления (m, n), определённые выше формулой (A1) (как ограничения вещественной формы {\displaystyle {\mathfrak {sl}}(3,1)}) тензорного произведения неприводимых комплексных линейных представлений {\displaystyle \pi _{m=\mu }} и {\displaystyle \pi _{n=\nu }} алгебры {\displaystyle {\mathfrak {sl}}(2,\mathbb {C} ),} неприводимы, и они являются единственными неприводимыми представлениями.
- Неприводимость следует из унитарного приёма[88] и того, что представления Π группы SU(2) × SU(2) неприводимы тогда и только тогда, когда {\displaystyle \Pi =\Pi _{\mu }\otimes \Pi _{\nu }}[nb 29], где {\displaystyle \Pi _{\mu },\Pi _{\nu }} являются неприводимыми представлениями группы SU(2).
- Единственность следует из того, что {\displaystyle \Pi _{m}} являются единственными неприводимыми представлениями группы SU(2), что является одной из набора теорем о наибольшем весе[89].

#### Размерность
Представления (m, n) являются (2m + 1)(2n + 1)-мерными. Это наиболее просто следует из подсчёта размерностей в любой конкретной реализации, такой, как приведённой в разделе «Представления группы {\displaystyle {\text{SL}}(2,\mathbb {C} )} и алгебры {\displaystyle {\mathfrak {sl}}(2,\mathbb {C} )}». Для алгебры Ли {\displaystyle {\mathfrak {g}}} общего вида применима формула Вейля для размерности,
{\displaystyle \dim \pi _{\rho }={\frac {\Pi _{\alpha \in R^{+}}\langle \alpha ,\rho +\delta \rangle }{\Pi _{\alpha \in R^{+}}\langle \alpha ,\delta \rangle }},}
где R+ является множеством положительных корней, ρ является наибольшим весом, а δ равно половине суммы положительных корней. Скалярное произведение {\displaystyle \langle \cdot ,\cdot \rangle } является скалярным произведением алгебры Ли {\displaystyle {\mathfrak {g}},} инвариантным под действием группы Вейля на алгебре {\displaystyle {\mathfrak {h}}\subset {\mathfrak {g}},} подалгебре Картана. Корни (вещественные элементы {\displaystyle {\mathfrak {h}}^{*}} через это скалярное произведение отождествляются с элементами алгебры {\displaystyle {\mathfrak {h}}.} Для {\displaystyle {\mathfrak {sl}}(2,\mathbb {C} ),} формула сокращается до {\displaystyle \mathrm {dim} \pi _{\mu }=2\mu +1=2m+1}, где нужно учитывать существующие обозначения. Наибольший вест равен 2μ.

#### Точность
Если представление Π группы Ли G не точное, то N = ker Π является нетривиальной нормальной подгруппой. Существует три случая.
1. N недискретна и абелева.
2. N недискретна и неабелева.
3. N дискретна. В этом случае N ⊂ Z, где Z является центром группы G.[nb 30]

В случае SO(3; 1)+ первый случай исключается, поскольку группа SO(3; 1)+ полупроста. Второй случай (и первый) исключается, поскольку SO(3; 1)+ проста. В третьем случае SO(3; 1)+ изоморфна факторгруппе {\displaystyle {\text{SL}}(2,\mathbb {C} )/\{\pm I\}}. Однако {\displaystyle \{\pm I\}} является центром {\displaystyle {\text{SL}}(2,\mathbb {C} )}. Отсюда следует, что центр группы SO(3; 1)+ тривиален, и это исключает третий случай. Отсюда можно сделать заключение, что любое представление Π : SO(3; 1)+ → GL(V) и любое проективное представление Π : SO(3; 1)+ → PGL(W) для V, W конечномерных векторных пространств является точным.
При использовании фундаментального соответствия Ли утвержения и доводы выше переносятся непосредственно на алгебры Ли с заменой (абелевых) нетривиальных недискретных нормальных подгрупп на (одномерные) нетривиальные идеалы в алгебре Ли, а центр группы SO(3; 1)+ заменяется центром алгебры {\displaystyle {\mathfrak {sl}}(3;1)^{+}}. Центр любой полупростой алгебры Ли тривиален, а алгебра {\displaystyle {\mathfrak {so}}(3;1)} является полупростой и простой, а потому не имеет нетривиальных идеалов.
Есть связанный факт, что если соответствующее представление группы {\displaystyle {\text{SL}}(2,\mathbb {C} )} точное, то представление является проективным. Обратно, если представление не проективно, то соответствующее представление группы {\displaystyle {\text{SL}}(2,\mathbb {C} )} не точное, а является представлением 2:1.

#### Неунитарные
Представление (m, n) алгебры Ли не эрмитово. Таким образом, соответствующее (проективное) представление группы не является унитарным Это следствие некомпактности группы Лоренца. Фактически, связная простая некомпактная группа Ли не может иметь каких-либо нетривиальных унитарных конечномерных представлений. Существует топологическое доказательство этого. Пусть {\displaystyle u:G\to \mathrm {GL} (V)}, где V является конечномерным, является непрерывным унитарным представлением некомпактной связной простой группа Ли G. Тогда {\displaystyle u(G)\subset \mathrm {U} (V)\subset \mathrm {GL} (V)}, где U(V) является компактной подгруппой группы GL(V), состоящей из унитарных преобразований пространства V. Ядро представления u является нормальной подгруппой группы G. Поскольку группа G проста, ker u является либо всей группой G, и в этом случае u тривиально, либо ker u тривиально, и в этом случае u является точным. В последнем случае u является диффеоморфизмом на его образ, {\displaystyle u(G)\cong G} и u(G) является группой Ли. Это означало бы, что u(G) является вложенной некомпактной подгруппой компактной группы U(V), что невозможно с топологией пространства на {\displaystyle u(G)\subset \mathrm {U} (V)}, поскольку все вложенные подгруппы Ли группы Ли замкнуты. Если u(G) было бы замкнуто, оно было бы компактно, а тогда была бы компактна группа G, что противоречит предположению.
В случае группы Лоренца это можно видеть непосредственно из определения. Представления A и B, используемые при построении, являются эрмитовыми. Это означает, что матрица J является эрмитовой, а K является антиэрмитовой. Неунитарность не является проблемой в квантовой теории поля, поскольку от объектов наблюдения не требуется иметь лоренц-инвариантную положительно определённую норму.

#### Ограничения для SO(3)
Представление (m, n) является, однако, унитарным, если оно ограничено подгруппой вращения SO(3), но эти представления не являются неприводимыми как представления группы SO(3). Разложение Клебша — Гордана может быть использовано, чтобы показать, что (m, n) представление имеет SO(3)-инвариантные подпространства наибольшего веса (спина) {\displaystyle m+n,m+n-1,\dots ,abs{m-n}}, где каждый возможный наибольший вес (спин) возникает ровно одни раз. Взвешенное подпространство наибольшего веса (спина) j является (2j + 1)-мерным. Так, например, (1/2, 1/2) представление имеет подпространства со спином 1 и спином 0 размерности 3 и 1 соответственно.
Поскольку оператор момента импульса задаётся равенством {\displaystyle \mathbf {J} =\mathbf {A} +\mathbf {B} }, наибольший спин в квантовой механике вращательного подпредставления будет равен {\displaystyle (m+n)\hbar } и применимо «обычное» правило сложения угловых моментов и формализм 3j-символов, 6j-символов, и т.д..

#### Спиноры
SO(3)-инвариантные пространства неприводимых представлений определяют, имеет ли представление спин. Из предыдущего параграфа видно, что представление (m, n) имеет спин, если m + n является полуцелым. Простейшими являются {\displaystyle ({\tfrac {1}{2}},0)} и {\displaystyle (0,{\tfrac {1}{2}})}, спиноры Вейля размерности 2. Тогда, например, {\displaystyle (0,{\tfrac {3}{2}})} и {\displaystyle (1,{\tfrac {1}{2}})} являются суммой представлений размерностей {\displaystyle 2{\tfrac {3}{2}}+1=4} и {\displaystyle (2+1)(2{\tfrac {1}{2}}+1)=6} соответственно. Заметим, что согласно предыдущему параграфу существуют подпространства со спинами как {\displaystyle {\tfrac {3}{2}}}, так и {\displaystyle {\tfrac {1}{2}}} в последних двух случаях, так что не похоже, чтобы эти представления представляли одиночные физические частицы, которые должны хорошо себя вести при SO(3). Невозможно исключить в общем случае, однако, чтобы представления с множественными SO(3) подпредставлениями с различными спинами могли представлять физические частицы с вполне определённым спином. Может существовать подходящее релятивистское уравнение волны, которое проецируется на нефизические компоненты, оставляя только один спин.
Построения чистых спинов {\displaystyle {\tfrac {n}{2}}} представления для любого n (для SO(3)) из неприводимых представлений вовлекает вычисление тензорных произведений представления Дирака с неспинорным представлением, выделение подходящего пространства и, наконец, наложение дифференциальных ограничений

#### Двойственные представления

Система корней A_{1} × A_{1} алгебры

Следующие теоремы применяются для проверки, не изоморфно ли двойственное представление неприводимого представления оригинальному представлению:
1. Множество весов[англ.] двойственного представления[англ.] неприводимого представления полупростой алгебры Ли является, включая кратности, отрицательными значениями множества весов исходного представления [105].
2. Два неприводимых представления изоморфны тогда и только тогда, когда они имеют одинаковый наибольший вес[англ.].[nb 37]
3. Для любой полупростой алгебры Ли существует единственный элемент w0 группы Вейля, такой, что, если μ является доминирующим суммарным весом, то w0 ⋅ (−μ) снова является доминирующим суммарным весом[106]
4. Если {\displaystyle \pi _{\mu _{0}}} является неприводимым представлением с наибольшим весом {\displaystyle \mu _{0}}, то {\displaystyle \pi _{\mu _{0}}^{*}} имеет наибольший вес {\displaystyle w_{0}\cdot (-\mu )}[106].

Здесь элементы группы Вейля рассматриваются как ортогональные преобразования, действующие умножением матриц на вещественном векторном пространстве корней. Если −I является элементом группы Вейля полупростой алгебры Ли, то {\displaystyle w_{0}=-I}. В случае алгебры {\displaystyle {\mathfrak {sl}}(2,\mathbb {C} ),} группой Вейля является {\displaystyle W=\{I,-I\}}. Отсюда следует, что каждое {\displaystyle \pi _{\mu },\mu =0,1,\dots } изоморфно его двойственному {\displaystyle \pi _{\mu }^{*}.} Система корней алгебры {\displaystyle {\mathfrak {sl}}(2,\mathbb {C} )\oplus {\mathfrak {sl}}(2,\mathbb {C} )} показана на рисунке справа. Группа Вейля генерируется элементами {\displaystyle \{w_{\gamma }\}}, где {\displaystyle w_{\gamma }} является отражением в плоскости, ортогональной к γ, когда γ пробегает все корни. Изучение показывает, что {\displaystyle w_{\alpha }\cdot w_{\beta }=-I}, так что {\displaystyle -I\in W}. Используя факт, что если {\displaystyle \pi ,\sigma } являются представлениями алгебры Ли и {\displaystyle \pi \cong \sigma }, то {\displaystyle \Pi \cong \Sigma }, получаем для {\displaystyle \mathrm {SO} (3;1)^{+}}
{\displaystyle \pi _{m,n}^{*}\cong \pi _{m,n},\quad \Pi _{m,n}^{*}\cong \Pi _{m,n},\quad 2m,2n\in \mathbf {N} .}

#### Комплексные сопряжённые представления
Если π является представлением алгебры Ли, то {\displaystyle {\overline {\pi }}} является представлением, где черта сверху означает поэлементное комплексное сопряжение в матрицах представления. Это следует из факта, что комплексное сопряжение коммутирует со сложением и умножением. В общем случае любое неприводимое представление π алгебры {\displaystyle {\mathfrak {sl}}(n,\mathbb {C} )} может быть записано единственным образом в виде {\displaystyle \pi =\pi ^{+}+\pi ^{-}}, где 
{\displaystyle \pi ^{\pm }(X)={\frac {1}{2}}\left(\pi (X)\pm i\pi \left(i^{-1}X\right)\right),}
с {\displaystyle \pi ^{+}} голоморфной (комплексной линейной) и {\displaystyle \pi ^{-}} антиголоморфной (сопряжённой линейной). Для {\displaystyle {\mathfrak {sl}}(2,\mathbb {C} )}, поскольку представление {\displaystyle \pi _{\mu }} голоморфно, представление {\displaystyle {\overline {\pi _{\mu }}}} антиголоморфно. Прямое исследование явных выражений для {\displaystyle \pi _{\mu ,0}} и {\displaystyle \pi _{0,\nu }} в уравнении (S8) ниже показывает, что они голоморфны и антиголоморфны соответственно. Более тесное рассмотрение выражения (S8) также позволяет отождествить {\displaystyle \pi ^{+}} и {\displaystyle \pi ^{-}} для {\displaystyle \pi _{\mu ,\nu }} с
{\displaystyle \pi _{\mu ,\nu }^{+}=\pi _{\mu }^{\oplus _{\nu +1}},\qquad \pi _{\mu ,\nu }^{-}={\overline {\pi _{\nu }^{\oplus _{\mu +1}}}}.}
Используя вышеприведённые тождества (рассматриваемые как поточечное сложение функций), для SO(3; 1)+ получаем
{\displaystyle {\begin{aligned}{\overline {\pi _{m,n}}}&={\overline {\pi _{m,n}^{+}+\pi _{m,n}^{-}}}={\overline {\pi _{m}^{\oplus _{2n+1}}}}+{\overline {{\overline {\pi _{n}}}^{\oplus _{2m+1}}}}=\pi _{n}^{\oplus _{2m+1}}+{\overline {\pi _{m}}}^{\oplus _{2n+1}}=\pi _{n,m}^{+}+\pi _{n,m}^{-}=\pi _{n,m}\\&&&2m,2n\in \mathbb {N} \\{\overline {\Pi _{m,n}}}&=\Pi _{n,m}\end{aligned}}}
где утверждение для представлений группы следует из exp(X) = exp(X). Отсюда следует, что неприводимые представления (m, n) имеют представителей в виде вещественных матриц тогда и только тогда, когда {\displaystyle m=n}. Приводимые представления вида {\displaystyle (m,n)\oplus (n,m)} также имеют вещественные матрицы.

### Присоединённое представление, алгебра Клиффорда и представление спинора Дирака

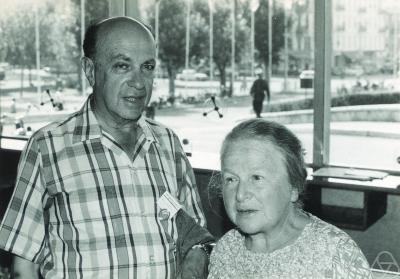
Ричард Брауэр с женой Ильзе 1970. Брауэр обобщил алгебр Ли, находящихся внутри алгебры Клиффорда, до спинов, больших. Фото любезно представлено MFO.

В общей теории представления, если (π, V) является представлением алгебры Ли {\displaystyle {\mathfrak {g}}}, то существует ассоциированное представление алгебры {\displaystyle {\mathfrak {g}}} на End(V), также обозначаемое π, которое задаётся формулой
| {\displaystyle \pi (X)(A)=[\pi (X),A],\qquad A\in \operatorname {End} (V),\ X\in {\mathfrak {g}}.} | (I1) |

Подобным же образом представление (Π, V) группы G даёт представление Π на End(V) группы G, также обозначаемое Π, которое задаётся формулой
| {\displaystyle \Pi (g)(A)=\Pi (g)A\Pi (g)^{-1},\qquad A\in \operatorname {End} (V),\ g\in G.} | (I2) |

Если π и Π являются стандартными представлениями на {\displaystyle \mathbb {R} ^{4}} и если действие ограничено на алгебре {\displaystyle {\mathfrak {so}}(3,1)\subset {\text{End}}(\mathbb {R} ^{4}),} то два вышеупомянутых представления являются присоединённым представлением алгебры Ли и присоединённым представлением группы соответственно. Соответствующие представления ({\displaystyle \mathbb {R} ^{n}} или {\displaystyle \mathbb {C} ^{n}}) всегда существуют для любой матричной группы Ли и являются наиболее важными для изучения теории представления в общем, и для любой заданной группы Ли в частности.
Если применить это к группе Лоренца, когда (Π, V) является проективным представлением, то прямые вычисления с использованием формулы (G5) показывают, что индуцированное представление на End(V) является собственным представлением, т.е. представлением без фазовых множителей.
В квантовой механике это означает, что если (π, H) или (Π, H) является представлением, действующим на некотором гильбертовом пространстве H, то соответствующие индуцированные представления действуют на множестве линейных операторов на H. Как пример, индуцированное представление представления проективного спина {\displaystyle ({\tfrac {1}{2}},0)\oplus (0,{\tfrac {1}{2}})} на End(H) является непроективным 4-векторным (1/2, 1/2) представлением.
Для простоты рассмотрим только «дискретную часть» алгебры End(H), то есть, если задан базис для H, то множество постоянных матриц различных размерностей, включая возможные бесконечные размерности. Индуцированное 4-векторное представление выше на этом упрощённом End(H) имеет инвариантное 4-размерное подпространство, натянутое на четыре гамма-матрицы. (Метрические соглашения отличаются в статье, указанной в ссылке.) Соответствующим образом, полная клиффордова алгебра пространства-времени, {\displaystyle {\mathcal {Cl}}_{3,1}(\mathbb {R} ),} комплексификацией которой является{\displaystyle {\text{M}}(4,\mathbb {C} ),} генерируемая гамма-матрицами, разлагается на прямую сумму пространств представлений скалярных неприводимых представлений, (0, 0), псевдоскалярных неприводимых представлений, также (0, 0), но с обратным значением собственного значения чётности −1, см. следующий раздел ниже, уже упомянутых векторных неприводимых представлений {\displaystyle ({\tfrac {1}{2}},{\tfrac {1}{2}})}, псевдовекторных неприводимых представлений {\displaystyle ({\tfrac {1}{2}},{\tfrac {1}{2}})} с обратным собственным значением чётности +1 (не −1) и тензорных неприводимых представлений {\displaystyle (1,0)\oplus (0,1)}. Размерности складываются в значение 1 + 1 + 4 + 4 + 6 = 16. Другими словами,
| {\displaystyle {\mathcal {Cl}}_{3,1}(\mathbb {R} )=(0,0)\oplus \left({\frac {1}{2}},{\frac {1}{2}}\right)\oplus [(1,0)\oplus (0,1)]\oplus \left({\frac {1}{2}},{\frac {1}{2}}\right)_{p}\oplus (0,0)_{p}.} | (I3) |

#### Спинорное(12,0)⊕(0,12){\displaystyle ({\tfrac {1}{2}},0)\oplus (0,{\tfrac {1}{2}})}представление
Шестимерное пространство представления тензора {\displaystyle (1,0)\oplus (0,1)}-представление внутри {\displaystyle {\mathcal {Cl}}_{3,1}(\mathbb {R} )} играет две роли. Первая
| {\displaystyle \sigma ^{\mu \nu }=-{\frac {i}{4}}\left[\gamma ^{\mu },\gamma ^{\nu }\right],} | (I4) |

где {\displaystyle \gamma ^{0},\ldots ,\gamma ^{3}\in {\mathcal {Cl}}_{3,1}(\mathbb {R} )} являются гамма-матрицами. На сигмы, только 6 из которых не нулевые вследствие антисимметрии скобки, натянуто пространство представления. Более того, они имеют соотношения коммутирования лоренцевой алгбры Ли,
| {\displaystyle \left[\sigma ^{\mu \nu },\sigma ^{\rho \tau }\right]=i\left(\eta ^{\tau \mu }\sigma ^{\rho \nu }+\eta ^{\nu \tau }\sigma ^{\mu \rho }-\eta ^{\rho \mu }\sigma ^{\tau \nu }-\eta ^{\nu \rho }\sigma ^{\mu \tau }\right),} | (I5) |

и, следовательно, составляют представление, находящееся внутри {\displaystyle {\mathcal {Cl}}_{3,1}(\mathbb {R} )}, {\displaystyle ({\tfrac {1}{2}},0)\oplus (0,{\tfrac {1}{2}})} спинорное представление. Для деталей см. статьи «Биспинор» и «Алгебра Дирака».
Вывод: любой элемент комплексификацировнной {\displaystyle {\mathcal {Cl}}_{3,1}(\mathbb {R} )} в End(H) (то есть любая комплексная матрица 4×4) имеет вполне определённые свойства преобразования Лоренца. Кроме того, этот элемент имеет спинорное представление лоренцевой алгебры Ли, которое при экспоненциировании становится спинорным представлением группы, действующим на {\displaystyle \mathbb {C} ^{4}}, превращая его в пространство биспиноров.

### Приводимые представления
Существует много других представлений, которые можно вывести из неприводимых путём взятия прямых сумм, тензорных произведений и факторгрупп неприводимых представлений. Среди других методов получения представлений — ограничение представления большей группы, содержащей группу Лоренца, например, {\displaystyle {\text{GL}}(n,\mathbb {R} )} и группу Пуанкаре. Такие представления в общем случае не являются неприводимыми.
Группа Лоренца и её алгебра Ли имеют свойство полной приводимости. Это означает, что любое представление сводится к прямой сумме неприводимых представлений. Приводимые представления поэтому здесь не обсуждаются.

### Инверсия пространства и обращение времени
(Возможно проективное) представление (m, n) является неприводимыми как представление группы SO(3; 1)+, единичная компонента группы Лоренца, в физической терминологии собственная ортохронная группа Лоренца. Если m = n, представление может быть расширено на представление всех O(3; 1), полных групп Лоренца, включая инверсию пространственной чётности и обращение времени. Представления {\displaystyle (m,n)\oplus (n,m)} могут быть расширены аналогично .

#### Обращение чётности пространства
Для обращения чётности пространства рассматривается присоединённое действие AdP P ∈ SO(3; 1) на {\displaystyle {\mathfrak {so}}(3;1)}, где P является стандартным представителем обращения чётности пространства, P = diag(1, −1, −1, −1), задаваемого выражением
| {\displaystyle \mathrm {Ad} _{P}(J_{i})=PJ_{i}P^{-1}=J_{i},\qquad \mathrm {Ad} _{P}(K_{i})=PK_{i}P^{-1}=-K_{i}.} | (F1) |

Это те свойства K и J под P, которые объясняют термины вектор для K и псевдовектор или аксиальный вектор для J. Аналогичным образом, если π является любым представлением алгебры {\displaystyle {\mathfrak {so}}(3;1)} и Π является его ассоциированным представлением группы, то Π(SO(3; 1)+) действует на представлении π путём присоединённого действия, {\displaystyle \pi (X)\mapsto \mathrm {\Pi } (g)\pi (X)\mathrm {\Pi } (g)^{-1}} для алгебры {\displaystyle X\in {\mathfrak {so}}(3;1),} {\displaystyle g\in \mathrm {SO} (3;1)^{+}}. Если P включить в Π, то согласованность с уравнением (F1) требует, чтобы выполнялось
| {\displaystyle \Pi (P)\pi (B_{i})\Pi (P)^{-1}=\pi (A_{i}),} | (F2) |

где A и B определены, как в первой секции раздела. Это может выполняться, только если {\displaystyle A_{i}} и {\displaystyle B_{i}} имеют одинаковые размерности, т.е., только если m = n. Если m ≠ n, то {\displaystyle (m,n)\oplus (n,m)} может быть расширено к неприводимому представлению группы {\displaystyle \mathrm {SO} (3;1)^{+}}, ортохронной группы Лоренца. Представление с обратной чётностью Π(P) не приходит автоматически с основным построением (m, n) представлений. Оно должно быть указано отдельно. Матрица β = i γ0 может быть использована в {\displaystyle ({\tfrac {1}{2}},0)\oplus (0,{\tfrac {1}{2}})} представлении.
Если чётность входит со знаком минус (1×1 матрица [−1]) в представление (0,0), оно называется псевдоскалярным представлением.

#### Обращение времени
Обращение времени {\displaystyle T=\mathrm {diag} (-1,1,1,1)} действует аналогично на алгебре {\displaystyle {\mathfrak {so}}(3;1)} как
| {\displaystyle \mathrm {Ad} _{T}(J_{i})=TJ_{i}T^{-1}=-J_{i},\qquad \mathrm {Ad} _{T}(K_{i})=TK_{i}T^{-1}=K_{i}.} | (F3) |

Путём явного включения представления для T, как и для P, получается представление полной группы Лоренца O(3; 1). Для физики здесь возникает небольшая проблема, в частности, в квантовой механике. Когда рассматривается полная группа Пуанкаре, четыре дополнительных генератора, Pμ вместе с Ji и Ki, генерируют группу. Они интерпретируются как генараторы параллельного переноса. Компонента времени P0 является гамильтонианом H. Оператор T удовлетворяет отношению
| {\displaystyle \mathrm {Ad} _{T}(iH)=TiHT^{-1}=-iH} | (F4) |

по аналогии с вращениями с алгеброй {\displaystyle {\mathfrak {so}}(3;1)} заменёнными на полную алгебру Пуанкаре. После простого удаления переменных i's из THT−1 = −H следовало бы, что любое состояние Ψ с положительной энергией E в гильбертовом пространстве квантовых состояний с инвариантостью обращения времени было бы состоянием Π(T−1)Ψ с отрицательной энергией −E. Такие состояния не существуют. Оператор Π(T) поэтому выбирается антилинейным и антиунитарным, так что он антикоммутирует с i, давая {\displaystyle THT^{-1}=H}, и его действие в гильбертовом пространстве равным образом становится антилинейным и антиунитарным. Его можно выразить как суперпозицию комплексного сопряжения с умножением на унитарную матрицу. Для математического рассмотрения вопроса см. статью «Теорема Вигнера», но с оглядкой на разночтение терминологии — Π не представление.
При построении теорий, таких как КЭД, которая инвариантна по чётности пространства и обращению времени, могут быть использованы спиноры Дирака, в то время как другие теории, в которых инвариантности нет, такие как электрослабое взаимодействие, должны быть сформулированы в терминах спиноров Вейля. Представление Дирака {\displaystyle ({\tfrac {1}{2}},0)\oplus (0,{\tfrac {1}{2}})} обычно берётся для включения как чётности пространства, так и обращения времени. Без обращения чётности пространства, оно не является неприводимым представлением.
Третья дискретная симметрия, входящая в CPT-теорему, вместе с P и T, симметрия зарядового сопряжения C, напрямую не имеет ничего общего с инвариантностью Лоренца.

## Действия на пространства функций
Если V является векторным пространством функций от конечного числа переменных n, то действие на скалярную функцию {\displaystyle f\in V}, заданную формулой
| {\displaystyle (\Pi (g)f)(x)=f\left(\Pi _{x}(g)^{-1}x\right),\qquad x\in \mathbb {R} ^{n},f\in V} | (H1) |

даёт другую функцию {\displaystyle \mathrm {\Pi } f\in V}. Здесь {\displaystyle \mathrm {\Pi } _{x}} является n-мерным представлением, а Π является, возможно, бесконечномерным представлением. Специальный случай этого построения получаем, когда V является пространством функций, определённых на самой линейной группе G, рассматриваемой как n-мерное многообразие, вложенное в {\displaystyle \mathbb {R} ^{m^{2}}} (с m в качестве размерности матриц) Это установки, в которых формулируются теорема Питера — Вейля и теоерма Бореля — Вейля —  Ботта. Первое из упомянутых демонстрирует существование разложения Фурье функций на компактных группах в характеры конечномерных представлений. Последняя теорема, давая более явные представления, использует унитарный приём для получения представления комплексных некомпактных групп, например, {\displaystyle {\text{SL}}(2,\mathbb {C} ).}
Следующие разделы иллюстрируют действие группы Лоренца и подгрупп вращения на некоторых пространствах функций.

### Евклидовы вращения
Подгруппа SO(3) трёхмерных евклидовых вращений имеет бесконечномерное представление в гильбертовом пространстве
{\displaystyle L^{2}\left(\mathbb {S} ^{2}\right)=\operatorname {span} \left\{Y_{m}^{l},l\in \mathbb {N} ^{+},-l\leqslant m\leqslant l\right\},}
где {\displaystyle Y_{m}^{l}} являются сферическими гармониками. Произвольная квадратично интегрируемая функция f на единичной сфере может быть выражена как
| {\displaystyle f(\theta ,\varphi )=\sum _{l=1}^{\infty }\sum _{m=-l}^{l}f_{lm}Y_{m}^{l}(\theta ,\varphi ),} | (H2) |

где flm являются обобщёнными коэффициентами Фурье.
Действия группы Лоренца ограничиваются действиями на SO(3) и выражаются как
| {\displaystyle (\Pi (R)f)(\theta (x),\varphi (x))=\sum _{l=1}^{\infty }\sum _{m=-l}^{l}\sum _{m'=-l}^{l}D_{mm'}^{(l)}(R)f_{lm'}Y_{m}^{l}\left(\theta \left(R^{-1}x\right),\varphi \left(R^{-1}x\right)\right),\qquad R\in \mathrm {SO} (3),\quad x\in \mathbb {S} ^{2},} | (H4) |

где Dl получаются из представителей нечётных размерностей генераторов вращений.

### Группа Мёбиуса
Единичная компонента группы Лоренца изоморфна группе Мёбиуса M. Эту группу можно рассматривать как конформные отображения либо комплексной плоскости, или, через стереографическую проекцию, сферы Римана. Таким образом, саму группу Лоренца можно рассматривать как действующую конформно на комплексной плоскости или на сфере Римана.
На плоскости преобразование Мёбиуса, которое описывается комплексными числами {\displaystyle a,b,c,d}, действует согласно формуле.
| {\displaystyle f(z)={\frac {az+b}{cz+d}},\qquad ad-bc\neq 0}. | (M1) |

и может быть представлена комплексными матрицами
| {\displaystyle \Pi _{f}={\begin{pmatrix}A&B\\C&D\end{pmatrix}}=\lambda {\begin{pmatrix}a&b\\c&d\end{pmatrix}},\qquad \lambda \in \mathbb {C} -\{0\},\operatorname {det} \Pi _{f}=1,} | (M2) |

поскольку умножение на ненулевой комплексный скаляр не меняет f. Это элементы группы {\displaystyle {\text{SL}}(2,\mathbb {C} )} и они единственны с точностью до знака (поскольку {\displaystyle \pm \mathrm {\Pi } _{f}} даёт ту же f), следовательно, {\displaystyle {\text{SL}}(2,\mathbb {C} )/\{\pm I\}\cong {\text{SO}}(3;1)^{+}.}

### P-символы Римана
P-символы Римана, решения дифференциального уравнения Римана, являются примером множества функций, которые преобразуются друг в друга под действием группы Лоренца. P-символы Римана выражаются как
| {\displaystyle w(z)=P\left\{{\begin{matrix}a&b&c&\\\alpha &\beta &\gamma &\;z\\\alpha '&\beta '&\gamma '&\end{matrix}}\right\}=\left({\frac {z-a}{z-b}}\right)^{\alpha }\left({\frac {z-c}{z-b}}\right)^{\gamma }P\left\{{\begin{matrix}0&\infty &1&\\0&\alpha +\beta +\gamma &0&\;{\frac {(z-a)(c-b)}{(z-b)(c-a)}}\\\alpha '-\alpha &\alpha +\beta '+\gamma &\gamma '-\gamma &\end{matrix}}\right\},} | (T1) |

где {\displaystyle a,b,c,\alpha ,\beta ,\gamma ,\alpha ',\beta ',\gamma '} являются комплексными константами. P-функция справа может быть выражена с использованием стандартных гипергеометрических функций. Вот эта связь
| {\displaystyle P\left\{{\begin{matrix}0&\infty &1&\\0&a&0&\;z\\1-c&b&c-a-b&\end{matrix}}\right\}={}_{2}F_{1}(a,\,b;\,c;\,z).} | (T2) |

Константы множества 0, ∞, 1 из верхнего ряда слева являются регулярными особыми точками гипергеометрического уравнения. Их показателями, т. е. решениями определяющего уравнения для продолжения вокруг сингулярной точки 0, будут 0 и 1 − c, соответствующие двум линейно независимым решениям, а для продолжения вокруг сингулярной точки 1 ими будут 0 и {\displaystyle c-a-b}. Аналогично, показателями для ∞ будут a и b для двух решений.
Тогда мы имеем
| {\displaystyle w(z)=\left({\frac {z-a}{z-b}}\right)^{\alpha }\left({\frac {z-c}{z-b}}\right)^{\gamma }{}_{2}F_{1}\left(\alpha +\beta +\gamma ,\,\alpha +\beta '+\gamma ;\,1+\alpha -\alpha ';\,{\frac {(z-a)(c-b)}{(z-b)(c-a)}}\right),} | (T3) |

где условие (иногда называемое тождеством Римана).
{\displaystyle \alpha +\alpha '+\beta +\beta '+\gamma +\gamma '=1}
для показателей решений дифференциального уравнения Римана используется для определения γ′.
Первый набор констант в левой части в (T1), a, b, c, представляет регулярные особые точки дифференциального уравнения Римана. Второе множество t, {\displaystyle \alpha ,\beta ,\gamma }, является набором соответствующих показателей в {\displaystyle a,b,c} для одного из двух линейно независимых решений и, соответственно, {\displaystyle \alpha ',\beta ',\gamma '} являются показателями в точках a, b, c для второго решения.
Определим действие группы Лоренца на множестве всех P-символов Римана, принимая
| {\displaystyle u(\Lambda )(z)={\frac {Az+B}{Cz+D}},} | (T4) |

где {\displaystyle A,B,C,D} являются элементами матрицы
| {\displaystyle \lambda ={\begin{pmatrix}A&B\\C&D\end{pmatrix}}\in {\text{SL}}(2,\mathbb {C} ),} | (T5) |

для {\displaystyle \Lambda =p(\lambda )\in \mathrm {SO} (3;1)^{+}} преобразования Лоренца.
Определим
| {\displaystyle [\Pi (\Lambda )P](z)=P[u(\Lambda )(z)],} | (T6) |

где P является P-символом Римана. Получившаяся функция снова является P-функцией Римана. Эффект преобразования Мёбиуса аргумента выражается в сдвиге полюса в новое место, а следовательно, изменения критичных точек, но нет изменения в показателях дифференциального уравнения, которому новая функция удовлетворяет. Новая функция выражается выражением
| {\displaystyle [\Pi (\Lambda )P](u)=P\left\{{\begin{matrix}\eta &\zeta &\theta &\\\alpha &\beta &\gamma &\;u\\\alpha '&\beta '&\gamma '&\end{matrix}}\right\},} | (T6) |

где
| {\displaystyle \eta ={\frac {Aa+B}{Ca+D}}\quad ,\quad \zeta ={\frac {Ab+B}{Cb+D}}\quad ,\quad \theta ={\frac {Ac+B}{Cc+D}}.} | (T7) |

## Бесконечномерные унитарные представления

### История
Группа Лоренца {\displaystyle \mathrm {SO} (3;1)^{+}} и её двойное покрытие {\displaystyle {\text{SL}}(2,\mathbb {C} )} имеют бесконечномерные унитарные представления, которые независимо изучали Баргман, Гельфанд и Наймарк и Хариш-Чандра по наущению Поля Дирака. Эту тропу в исследования начал протаптывать Дирак, когда он придумал матрицы U и B, нужные для описания высших спинов (сравните с матрицами Дирака), протоптал своими разработками Фирц (см. статью Фирца и Паули) и предложил предшественника уравнений Баргмана — Вигнера. Дирак в своей статье предложил конкретное бесконечномерное представление пространства, элементы которого назвал  экспансорами, в качестве обобщения тензоров. Эти идеи взял на вооружение Хариш–Чандра и в статье 1947 года расширил понятие спиноров на экспиноры как бесконечномерное обобщение спиноров.
Формулу Планшереля для этих групп получили Гельфанд и Наймарк с помощью объёмных вычислений. Изложение в значительной мере впоследствии упростил Хариш-Чандра и Гельфанд с Граевым, основываясь на аналогии с {\displaystyle {\text{SL}}(2,\mathbb {C} )} формулы интегрирования Германа Вейля для компактных групп Ли. Элементарное изложение этого подхода можно найти у Рюля и Кнаппа.
Теория сферических функций для группы Лоренца, которые требуются для гармонического анализа на гиперболоидной модели 3-мерного гиперболического пространства, находящегося в пространстве Минковского, в значительной мере проще, чем в общей теории. Она вовлекает только представления из сферической главной серии и может быть изучена прямо, поскольку в радиальных координатах лапласиан на гиперболоиде эквивалентен лапласиану на {\displaystyle \mathbb {R} .} Эта теория обсуждается в статьях Такашаши, Хедьгасона и в посмертных текстах Йоргенсона и Ленга.

### Главная серия для SL(2, C)
Главные серии или унитарные главные серии являются унитарными представлениями индуцированными из одномерных представлений нижней треугольной подгруппы B группы {\displaystyle G={\text{SL}}(2,\mathbb {C} ).} Поскольку одномерные представления подгруппы B соответствуют представлениям диагональных матриц с ненулевыми комплексными элементами z и z−1, они имеют вид
{\displaystyle \chi _{\nu ,k}{\begin{pmatrix}z&0\\c&z^{-1}\end{pmatrix}}=r^{i\nu }e^{ik\theta },}
для целого k и вещественного ν с {\displaystyle z=re^{i\theta }}. Представления являются неприводимыми представлениями. Единственные повторения, т.е. изоморфизмы представлений, возникают, когда k заменяется на −k. По определению представления реализуются на слоях L2 линейных расслоений на {\displaystyle G/B=\mathbb {S} ^{2}}, которые изоморфны сфере Римана. Когда k = 0, эти представления образуют так называемую сферическую главную серию.
Ограничение главной серии на максимальную компактную подгруппу {\displaystyle K=\mathrm {SU} (2)} группы G может быть реализовано как индуцированное представление подгруппы K при использовании отождествления {\displaystyle G/B=K/T}, где {\displaystyle T=B\cap K} является максимальным тором в подгруппе K, состоящим из диагональных матриц с {\displaystyle |z|=1}. Это представление порождается 1-мерным представлением {\displaystyle z^{k}T} и оно независимо от {\displaystyle \nu }. По взаимности Фробениуса, на подгруппе K они разлагаются в прямую сумму неприводимых представлений подгруппы K с размерностями {\displaystyle abs(k)+2m+1} с неотрицательным целым m.
С использованием отождествления между сферой Римана без точки и {\displaystyle \mathbb {C} } главная серия может быть определена прямо на {\displaystyle L^{2}(\mathbb {C} )} по формуле.
| {\displaystyle \pi _{\nu ,k}{\begin{pmatrix}a&b\\c&d\end{pmatrix}}^{-1}f(z)=\|cz+d\|^{-2-i\nu }\left({cz+d \over \|cz+d\|}\right)^{-k}f\left({az+b \over cz+d}\right).} |

Неприводимость можно проверить несколькими путями:
- Представление уже неприводимо на B. Это можно видеть непосредственно, но имеется также специальный случай общих результатов по неприводимости индуцированных представлений, благодаря Франсуа Брюа[англ.] и Джорджу Маккею, опирающийся на разложение Брюа[англ.] {\displaystyle G=B\cup BsB}, где s является элементом группы Вейля[149].

{\displaystyle {\begin{pmatrix}0&-1\\1&0\end{pmatrix}}}.
- Действие алгебры Ли {\displaystyle {\mathfrak {g}}} группы G может быть вычислено явно на алгебраической прямой сумме неприводимых подпространств подгруппы K и можно проверить непосредственно, что подпространство наименьшей размерности генерирует эту прямую сумму как {\displaystyle {\mathfrak {g}}}-модуль[10][150].

### Дополнительные серии для SL(2, C)
Для {\displaystyle 0<t<2} дополнительная серия определена на пространстве квадратично интегрируемых функций {\displaystyle L^{2}(\mathbb {C} )} для скалярного произведения.
{\displaystyle (f,g)_{t}=\iint {\frac {f(z){\overline {g(w)}}}{|z-w|^{2-t}}}\,dz\,dw,}
с действием, которое задаётся уравнением
| {\displaystyle \pi _{t}{\begin{pmatrix}a&b\\c&d\end{pmatrix}}^{-1}f(z)=\|cz+d\|^{-2-t}f\left({az+b \over cz+d}\right).} |

Представления дополнительной серии неприводимы и попарно неизоморфны. Как представление подгруппы K, каждое изоморфно гильбертову пространству прямых сумм всех неприводимых представлений нечётной размерности для подгруппы K = SU(2). Неприводимость можно доказать путём анализа действия алгебры {\displaystyle {\mathfrak {g}}} на алгебраическую сумму этих подпространств  или непосредственно без использования алгебры Ли.

### Теорема Планшереля для SL(2, C)
Единственными неприводимыми унитарными представлениями группы {\displaystyle {\text{SL}}(2,\mathbb {C} )} является главная серия, дополнительная серия и тривиальное представление.
Поскольку −I действует как (−1)k на главной серии и тривиально на остальных, это даст все неприводимые унитарные представления группы Лоренца, если k чётно.
Чтобы разложить левое регулярное представление группы G на {\displaystyle L^{2}(G)} нужна только главная серия. Это немедленно даёт разложение на подпредставлениях {\displaystyle L^{2}(G/\{\pm I\}),} левого регулярного представления группы Лоренца и {\displaystyle L^{2}(G/K)}, регулярного представления в 3-мерном гиперболическом пространстве. (Первое использует только представления главной серии с чётным k, второе — только представления с k = 0.)
Левое и правое регулярное представление λ и ρ определяются на {\displaystyle L^{2}(G)} формулами
{\displaystyle {\begin{aligned}(\lambda (g)f)(x)&=f\left(g^{-1}x\right)\\(\rho (g)f)(x)&=f(xg)\end{aligned}}}
Теперь, если f является элементом Cc(G), оператор {\displaystyle \pi _{\nu ,k}(f)}, определённый как
{\displaystyle \pi _{\nu ,k}(f)=\int _{G}f(g)\pi (g)\,dg}
является оператором Гильберта — Шмидта. Определим гильбертово пространство  H формулой
{\displaystyle H=\bigoplus _{k\geqslant 0}{\text{HS}}\left(L^{2}(\mathbb {C} )\right)\otimes L^{2}\left(\mathbb {R} ,c_{k}{\sqrt {\nu ^{2}+k^{2}}}d\nu \right),}
где
{\displaystyle c_{k}={\begin{cases}{\frac {1}{4\pi ^{3/2}}}&k=0\\{\frac {1}{(2\pi )^{3/2}}}&k\neq 0\end{cases}}}
и {\displaystyle {\text{HS}}\left(L^{2}(\mathbb {C} )\right)} обозначают гильбертово пространство операторов Гильберта – Шмидта на {\displaystyle L^{2}(\mathbb {C} )}. Тогда отображение U, определённое на Cc(G) выражением
{\displaystyle U(f)(\nu ,k)=\pi _{\nu ,k}(f)}
расширяется до унитарного отображения группы {\displaystyle L^{2}(G)} в H.
Отображение U удовлетворяет свойству переплетения
{\displaystyle U(\lambda (x)\rho (y)f)(\nu ,k)=\pi _{\nu ,k}(x)^{-1}\pi _{\nu ,k}(f)\pi _{\nu ,k}(y).}
Если {\displaystyle f_{1},f_{2}} входят в {\displaystyle C_{c}(G)}, тогда согласно унитарности
| {\displaystyle (f_{1},f_{2})=\sum _{k\geqslant 0}c_{k}^{2}\int _{-\infty }^{\infty }\operatorname {Tr} \left(\pi _{\nu ,k}(f_{1})\pi _{\nu ,k}(f_{2})^{*}\right)\left(\nu ^{2}+k^{2}\right)\,d\nu .} |
Тогда, если {\displaystyle f=f_{1}*f_{2}^{*}} обозначает свёртку {\displaystyle f_{1}} и {\displaystyle f_{2}^{*}}, а {\displaystyle f_{2}^{*}(g)={\overline {f_{2}(g^{-1})}},} то
| {\displaystyle f(1)=\sum _{k\geqslant 0}c_{k}^{2}\int _{-\infty }^{\infty }\operatorname {Tr} \left(\pi _{\nu ,k}(f)\right)\left(\nu ^{2}+k^{2}\right)\,d\nu .} |
На две последние приведённые формулы обычно ссылаются как на формулу Планшереля и формулу обратного преобразования Фурье соответственно.
Формула Планшереля распространяется на все {\displaystyle f_{i}\in L^{2}(G)}. По теореме Жака Диксмье и Поля Маллявена любая гладкая функция с компактным носителем на {\displaystyle G} является конечной суммой свёртки подобных функций, формула обращения выполняется для таких f. Это можно распространить на существенно более широкий класс функций, удовлетворяющих слабым условиям дифференцируемости.

### Классификация представлений SO(3, 1)
Стратегия, которой следуют в классификации неприводимых бесконечномерных представлений, заключается, по аналогии конечномерному случаю, в допущении их существования, а затем исследованию их свойства. Сначала допустим, что имеется неприводимое сильно непрерывное бесконечномерое представление ΠH на гильбертовом пространстве H группы SO(3; 1)+ . Поскольку SO(3) является подгруппой, ΠH является её представлением. Каждое неприводимое подпредставление группы SO(3) является конечномерным, а представление группы SO(3) разложимо в прямую сумму неприводимых конечномерных унитарных представлений группы SO(3), если ΠH унитарно.
Шаги следующие:
1. Выбираем подходящий базис общих собственных векторов матриц J2 и J3.
2. Вычисляем матричные элементы J1, J2, J3 и K1, K2, K3.
3. Обеспечиваем соотношения коммутирования алгебры Ли.
4. Требуем унитарность вместе с ортогональностью базиса[nb 43].

#### Шаг 1
Подходящий базис и метки задаются как
{\displaystyle \left|j_{0}\,j_{1};j\,m\right\rangle .}
Если бы это было конечномерным представлением, то j0 соответствовало бы наименьшему собственному значению j(j + 1) матрицы J2 в представлении, равному {\displaystyle |m-n|}, а j1 соответствовало бы наибольшему собственному значению, равному m + n. В бесконечномерном случае {\displaystyle j_{0}\geqslant 0} сохраняет этот смысл, но j1 не сохраняет. Для простоты считается, что заданное j встречается лишь один раз в данном представлении (это случай конечномерных представлений), и можно показать, что это предположение можно откинуть (с некоторым усложнением вычислений) с сохранением результатов.

#### Шаг 2
Следующий шаг — вычисление матричных элементов операторов J1, J2, J3 и K1, K2, K3, образующих базис алгебры Ли {\displaystyle {\mathfrak {so}}(3;1).} Элементы матрицы {\displaystyle J_{\pm }=J_{1}\pm iJ_{2}} и {\displaystyle J_{3}} известны из теории представления групп вращения и задаются формулами.
{\displaystyle {\begin{aligned}\left\langle j\,m\right|J_{+}\left|j\,m-1\right\rangle &=\left\langle j\,m-1\right|J_{-}\left|j\,m\right\rangle ={\sqrt {(j+m)(j-m+1)}},\\\left\langle j,m\right|J_{3}\left|j\,m\right\rangle &=m,\end{aligned}}}
где метки j0 и j1 опущены, поскольку они те же самые для всех базисных векторов в представлении.
Согласно соотношению коммутирования
{\displaystyle [J_{i},K_{j}]=i\epsilon _{ijk}K_{k},}
тройка (Ki, Ki, Ki) ≡ K является векторным оператором и теорема Вигнера — Эккарта применима для коммутирования матричных элементов между состояниями, представленными выбором базиса. Матричные элементы матрицы
{\displaystyle {\begin{aligned}K_{0}^{(1)}&=K_{3},\\K_{\pm 1}^{(1)}&=\mp {\frac {1}{\sqrt {2}}}(K_{1}\pm iK_{2}),\end{aligned}}}
где верхний индекс (1) означает, что величина является компонентой оператора сферического тензора ранга {\displaystyle k=1} (что также объясняет присутствие множителя √2), а нижние индексы 0, ±1 относятся в величине q в формулах ниже
{\displaystyle {\begin{aligned}\left\langle j'm'\left|K_{0}^{(1)}\right|j\,m\right\rangle &=\left\langle j'\,m'\,k=1\,q=0|j\,m\right\rangle \left\langle j\left\|K^{(1)}\right\|j'\right\rangle ,\\\left\langle j'm'\left|K_{\pm 1}^{(1)}\right|j\,m\right\rangle &=\left\langle j'\,m'\,k=1\,q=\pm 1|j\,m\right\rangle \left\langle j\left\|K^{(1)}\right\|j'\right\rangle .\end{aligned}}}
Здесь первые множители справа являются коэффициентами Клебша — Гордана для связки j′ с k для получения j. Вторые множители являются приведёнными матричными элементами. Они не зависят от m, m′ или q, но зависят от j, j′ и, конечно, от K. Для полного списка ненулевых уравнений см. статью Хариша-Чандры.

#### Шаг 3
Следующий шаг — потребовать, чтобы выполнялись отношения алгебры Ли, т.е. что
{\displaystyle [K_{\pm },K_{3}]=\pm J_{\pm },\quad [K_{+},K_{-}]=-2J_{3}.}
Это приводит к набору уравнений, для которых решениями являются
{\displaystyle {\begin{aligned}\left\langle j\left\|K^{(1)}\right\|j\right\rangle &=i{\frac {j_{1}j_{0}}{\sqrt {j(j+1)}}},\\\left\langle j\left\|K^{(1)}\right\|j-1\right\rangle &=-B_{j}\xi _{j}{\sqrt {j(2j-1)}},\\\left\langle j-1\left\|K^{(1)}\right\|j\right\rangle &=B_{j}\xi _{j}^{-1}{\sqrt {j(2j+1)}},\end{aligned}}}
где
{\displaystyle B_{j}={\sqrt {\frac {(j^{2}-j_{0}^{2})(j^{2}-j_{1}^{2})}{j^{2}(4j^{2}-1)}}},\quad j_{0}=0,{\tfrac {1}{2}},1,\ldots \quad ,\quad j_{1},\xi _{j}\in \mathbb {C} .}

#### Шаг 4
Наложение требования унитарности соответствующего представления группы ограничивает возможные значения для комплексных чисел {\displaystyle j_{0}} и {\displaystyle \xi _{j}}. Унитарность представления группы переходит в требование к представлениям алгебры Ли быть эрмитовыми, что означает
{\displaystyle K_{\pm }^{\dagger }=K_{\mp },\quad K_{3}^{\dagger }=K_{3}.}
Это переходит в
{\displaystyle {\begin{aligned}\left\langle j\left\|K^{(1)}\right\|j\right\rangle &={\overline {\left\langle j\left\|K^{(1)}\right\|j\right\rangle }},\\\left\langle j\left\|K^{(1)}\right\|j-1\right\rangle &=-{\overline {\left\langle j-1\left\|K^{(1)}\right\|j\right\rangle }},\end{aligned}}}
и ведёт к
{\displaystyle {\begin{aligned}j_{0}\left(j_{1}+{\overline {j_{1}}}\right)&=0,\\\left|B_{j}\right|\left(\left|\xi _{j}\right|^{2}-e^{-2i\beta _{j}}\right)&=0,\end{aligned}}}
где βj является углом Bj в полярной форме. Из {\displaystyle |B_{j}|\neq } следует, что {\displaystyle \left|\xi _{j}\right|^{2}=1} и {\displaystyle \xi _{j}=1} выбирается по договорённости. Есть два возможных случая:
- {\displaystyle {\underline {j_{1}+{\overline {j_{1}}}=0.}}} В этом случае {\displaystyle j_{1}=-i\nu }, ν [170]
{\displaystyle \left\langle j\left\|K^{(1)}\right\|j\right\rangle ={\frac {\nu j_{0}}{j(j+1)}}\quad } и {\displaystyle \quad B_{j}={\sqrt {\frac {(j^{2}-j_{0}^{2})(j^{2}+\nu ^{2})}{4j^{2}-1}}}}

Это главная серия. Её элементы обозначаются {\displaystyle (j_{0},\nu ),2j_{0}\in \mathbb {N} ,\nu \in \mathbb {R} .}
- {\displaystyle {\underline {j_{0}=0.}}} Отсюда следует[171]:
{\displaystyle \left\langle j\left\|K^{(1)}\right\|j\right\rangle =0\quad } и {\displaystyle \quad B_{j}={\sqrt {\frac {j^{2}-\nu ^{2}}{4j^{2}-1}}}}

Поскольку {\displaystyle B_{0}=B_{j_{0}}}, {\displaystyle B_{j}^{2}} является вещественной и положительной для {\displaystyle j=1,2,\dots }, что приводит к {\displaystyle -1\leqslant \nu \leqslant 1}. Это дополнительная серия. Её элементы обозначаются {\displaystyle (0,\nu ),-1\leqslant \nu \leqslant 1}.
Это показывает, что представления выше являются всеми бесконечномерными неприводимыми унитарными представлениями.

## Явные формулы

### Соглашения и базисы алгебры Ли
Метрика задаётся матрицей {\displaystyle \eta =\mathrm {diag} (-1,1,1,1)} и используются физические соглашения для алгебр Ли и экспоненциальное отображение. Этот выбор произволен, но будучи выбранным, не меняется. Один из возможных базисов алгебры Ли в 4-векторном представлении задаётся формулами:
{\displaystyle {\begin{aligned}J_{1}=J^{23}=-J^{32}&=i{\begin{pmatrix}0&0&0&0\\0&0&0&0\\0&0&0&-1\\0&0&1&0\end{pmatrix}},&J_{2}=J^{31}=-J^{13}&=i{\begin{pmatrix}0&0&0&0\\0&0&0&1\\0&0&0&0\\0&-1&0&0\end{pmatrix}},&J_{3}=J^{12}=-J^{21}&=i{\begin{pmatrix}0&0&0&0\\0&0&-1&0\\0&1&0&0\\0&0&0&0\end{pmatrix}},\\[8pt]K_{1}=J^{01}=J^{10}&=i{\begin{pmatrix}0&1&0&0\\1&0&0&0\\0&0&0&0\\0&0&0&0\end{pmatrix}},&K_{2}=J^{02}=J^{20}&=i{\begin{pmatrix}0&0&1&0\\0&0&0&0\\1&0&0&0\\0&0&0&0\end{pmatrix}},&K_{3}=J^{03}=J^{30}&=i{\begin{pmatrix}0&0&0&1\\0&0&0&0\\0&0&0&0\\1&0&0&0\end{pmatrix}}.\end{aligned}}}
Соотношения коммутирования алгебры Ли {\displaystyle {\mathfrak {so}}(3;1)}:
{\displaystyle \left[J^{\mu \nu },J^{\rho \sigma }\right]=i\left(\eta ^{\sigma \mu }J^{\rho \nu }+\eta ^{\nu \sigma }J^{\mu \rho }-\eta ^{\rho \mu }J^{\sigma \nu }-\eta ^{\nu \rho }J^{\mu \sigma }\right).}
В обозначениях трёхмерного пространства это будет
{\displaystyle \left[J_{i},J_{j}\right]=i\epsilon _{ijk}J_{k},\quad \left[J_{i},K_{j}\right]=i\epsilon _{ijk}K_{k},\quad \left[K_{i},K_{j}\right]=-i\epsilon _{ijk}J_{k}.}
Выбор базиса выше удовлетворяет вращениям, но возможен и другой выбор. Следует отметить кратное использование символа J выше и ниже.

### Спиноры Вейля и биспиноры

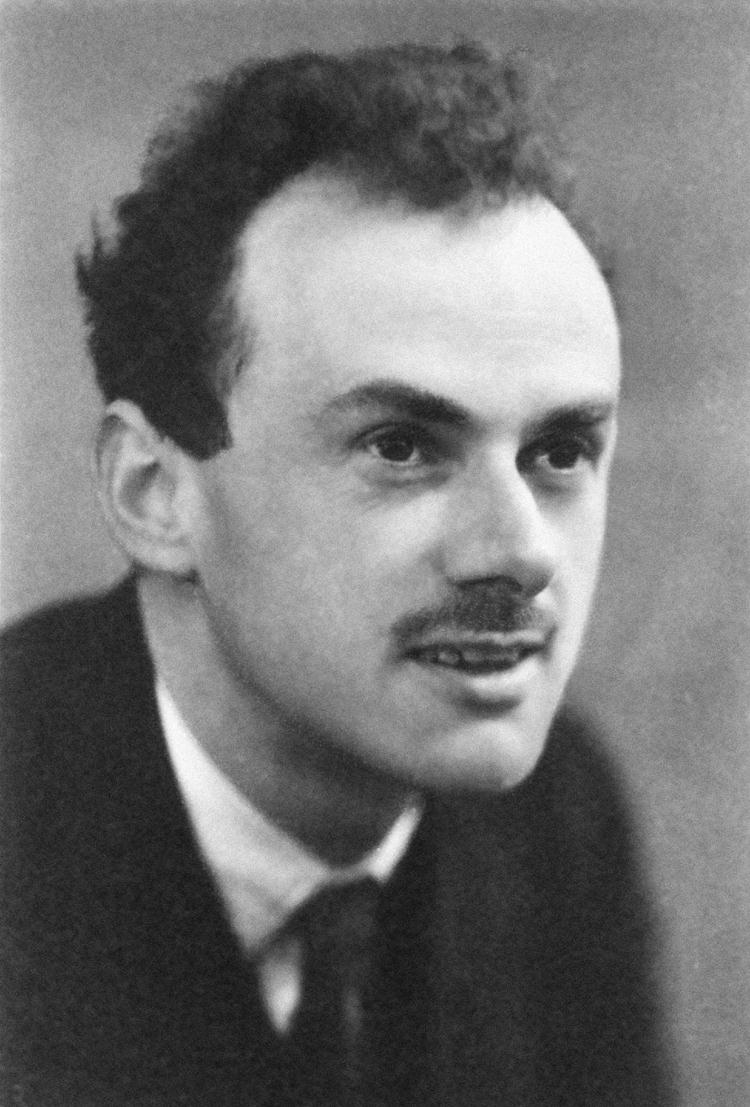
Решения уравнения Дирака преобразуются при -представлениях. Дирак открыл гамма-матрицы в процессе поиска релятивистски-инвариантных уравнений, которые уже были известны математикам

Принимая, в свою очередь, {\displaystyle m={\tfrac {1}{2}},n=0} и {\displaystyle m=0,n={\tfrac {1}{2}}}, полагая
{\displaystyle J_{i}^{\left({\frac {1}{2}}\right)}={\frac {1}{2}}\sigma _{i}}
в общей формуле (G1) и, используя тривиальные отношения {\displaystyle 1_{1}=1} и {\displaystyle J^{(0)}=0}, получаем
| {\displaystyle {\begin{aligned}\pi _{\left({\frac {1}{2}},0\right)}(J_{i})&={\frac {1}{2}}\left(\sigma _{i}\otimes 1_{(1)}+1_{(2)}\otimes J_{i}^{(0)}\right)={\frac {1}{2}}\sigma _{i}\\\pi _{\left({\frac {1}{2}},0\right)}(K_{i})&={\frac {i}{2}}\left(1_{(2)}\otimes J_{i}^{(0)}-\sigma _{i}\otimes 1_{(1)}\right)=-{\frac {i}{2}}\sigma _{i}\\[6pt]\pi _{\left(0,{\frac {1}{2}}\right)}(J_{i})&={\frac {1}{2}}\left(J_{i}^{(0)}\otimes 1_{(2)}+1_{(1)}\otimes \sigma _{i}\right)={\frac {1}{2}}\sigma _{i}\\\pi _{\left(0,{\frac {1}{2}}\right)}(K_{i})&={\frac {i}{2}}\left(1_{(1)}\otimes \sigma _{i}-J_{i}^{(0)}\otimes 1_{(2)}\right)={\frac {i}{2}}\sigma _{i}\end{aligned}}} | (W1) |

Это левые и правые представления спиноров Вейля. Они действуют путём умножения на матрицу в 2-мерных комплексных векторных пространствах (с выбором базиса) {\displaystyle V_{L}} и {\displaystyle V_{R}}, элементы которых {\displaystyle \Psi _{L}} и {\displaystyle \Psi _{R}} называются левыми и правыми спинорами Вейля соответственно. Если дано
{\displaystyle \left(\pi _{\left({\frac {1}{2}},0\right)},V_{\text{L}}\right)\quad ,\quad \left(\pi _{\left(0,{\frac {1}{2}}\right)},V_{\text{R}}\right)}
Их прямая сумма как представлений образуется формулами,
| {\displaystyle {\begin{aligned}\pi _{\left({\frac {1}{2}},0\right)\oplus \left(0,{\frac {1}{2}}\right)}\left(J_{i}\right)&={\frac {1}{2}}{\begin{pmatrix}\sigma _{i}&0\\0&\sigma _{i}\end{pmatrix}}\\[8pt]\pi _{\left({\frac {1}{2}},0\right)\oplus \left(0,{\frac {1}{2}}\right)}\left(K_{i}\right)&={\frac {i}{2}}{\begin{pmatrix}\sigma _{i}&0\\0&-\sigma _{i}\end{pmatrix}}\end{aligned}}} | (D1) |

Это есть, с точностью до преобразования подобия, {\displaystyle ({\tfrac {1}{2}},0)\oplus (0,{\tfrac {1}{2}})} представление спинора Дирака алгебры {\displaystyle {\mathfrak {so}}(3;1)}. Оно действует на 4-компонентные элементы {\displaystyle (\Psi _{L},\Psi _{R})} пространств {\displaystyle (V_{L}\oplus V_{R})}, называемые биспинорами, умножением на матрицу. Представление может быть получено более общим и независимым от базиса способом с помощью алгебры Клиффорда. Эти выражения для биспиноров и спиноров Вейля продолжаются по линейности алгебры Ли и представлениями на все алгебры {\displaystyle {\mathfrak {so}}(3;1).} Выражения для представлений групп получаются путём возведения в степень.

## Бесплатные онлайн-ресурсы
- Bekaert X., Boulanger N. The unitary представления of the Poincare group in any spacetime dimension. — 2006. Расширенная версия лекций представлена на второй летней школе в Модаве по математической физике (Belgium, August 2006).
- Curtright T. L., Fairlie D. B., Zachos C. K. A compact formula for rotations as spin matrix polynomials // SIGMA. — 2014. — Т. 10. — С. 084. — doi:10.3842/SIGMA.2014.084. — Bibcode: 2014SIGMA..10..084C. — arXiv:1402.3541. Элементы группы SU(2) выражаются в замкнутой форме как конечные многочлены генераторов алгебры Ли, для всех определены спинарные представления группы вращения.

### Комментарии
1. ↑  Способ, в котором они вводятся, может принимать разные формы в зависимости от обсуждаемой теории. Некоторые детали этих способов здесь не освещены, но отражены в сносках и в секции «Приложения».
2. ↑  Weinberg, 2002, p. 1; «Если окажется, что система не описывается квантовой теорией поля, это будет сенсацией. Если окажется, что она не подчиняется правилам квантовой механики и теории относительностиa, это будет катаклизм.»
3. ↑  в 1945 году Хариш-Чандра навестил Дирака в Кембридже. Он пришёл к выводу, что он непригоден для теоретической физики. Хариш-Чандра нашёл ошибку в доказательстве Дирака в его работе о группе Лоренца, однако Дирак сказал: «Я не интересуюсь доказательствами, а интересуюсь только природой происходящего.» Хариш-Чандра позднее написал: «Это замечание подтвердило моё растущее убеждение, что у меня нет чудесного шестого чувства, которое нужно для успеха в физике, и я вскоре решил перейти в математики.» Дирак, однако предложил ему тему для работы — классификация неприводимых бесконечномерных представлений группы Лоренца.См. статью Далица и Пайерлса (Dalitz, Peierls 1986)
4. ↑  Негласно всегда предполагается, что каждая инерциальная система отсчёта имеет выделенного лоренцева наблюдателя, т. е. кого-то, кто обладает, в принципе, полным набором информации (т. е. координат!) любого события, наблюдаемого в этой системе отсчёта.
5. ↑  В действительности не требуется, чтобы отображение было взаимнооднозначным. Просто требуется, чтобы отображение было гомоморфмзмом групп, т. е. {\displaystyle \mathrm {\Pi } (gh)=\mathrm {\Pi } (g)\mathrm {\Pi } (h)} в некоторую полную линейную группу GL(V) некоторого векторного пространства V. (Допускается, чтобы векторное пространство V было бесконечномерными, например, гильбертовым пространством H. В этом случае говорят о B(H), линейных операторах на H, а не о GL(V).
6. ↑  В открытом множестве пространства-времени имеется только две степени свободы. Введение 4-потенциала даёт, номинально, четыре степени свободы. Уравнения поля и калибровочная инвариантность, каждое удаляет, по одной степени свободы.
7. ↑  Это преобразование обычно выражается другим способом, см., например, «Преобразование электромагнитного поля». Этот метод можно преобразовать для использования матриц 6 × 6, и наоборот, поскольку тензор имеет 6 независимых компонент.
8. ↑  Могут существовать представления несчётной размерности. Они ведут себя менее хорошо (в частности, неунитарны) и не рассматриваются здесь.
9. ↑  Может случиться, что произведение двух представителей бесконечномерных матриц плохо обусловлено. В этом случае правило может проверяться по другим критериям.
10. ↑  См. формулу (1) в статье Матрица рассеяния для описания, как свободные мультичастицы меняют состояния.
11. ↑  Weinberg, 2002, Equations 5.1.4–5. Вайнберг выводит необходимость операторов создания и уничтожения из других соображений, принципа декомпозиции кластера[англ.], Weinberg (2002, Chapter 4.)
12. ↑  Предписание, как частица должна вести себя при CPT симметрии, может также требоваться.
13. ↑  Например, существуют версии (уравнения свободного поля, т.e. без взаимодействующих членов) уравнения Клейна — Гордона, Уравнение Дирака, уравнения Максвелла, уравнения Прока, уравнение Рариты — Швингера и уравнения Эйнштейна, которые могут быть выведены, начиная с заданного представления группы Лоренца. В общем случае, они являются коллективными версиями квантовой теории поля
 уравнений Баргмана — Вигнера.См. Вайнберга (Weinberg 2002, Chapter 5), Танга (Tung 1985, Section 10.5.2) и ссылки, приведённые в этих работах.Следует заметить, что теории высших спинов (s > 1) имеют трудности. Вайнберг (Weinberg 2002, Section 5.8) для общих (m, n) полей глубоко обсуждает вопрос. Частицы с высшим спином, без сомнения, существуют, например, ядра. Известные такие частицы не элементарны.
14. ↑  Для информации о теории представлений этих групп см. статью Бекарта и Буланже[2], которая посвящена теории представления группы Пуанкаре. Эти представления получаются с помощью метода индуцированных представлений[англ.] или, на языке физики, с помощью метода малой группы, который разработал Вигнер в 1939 для групп его типа (групп Вигнера), а прочный математический фундамент заложил Джордж Маккей в пятидесятых годах.
15. ↑  Hall (2015, Section 4.4.)

Говорят, что группа имеет свойство полной приводимости, если любое представление разбивается на прямую сумму неприводимых представлений.
16. ↑  Дирак предложил тему работы Вигнера (Wigner 1939) в 1928 (как утверждается в статье Вигнера). Он также опубликовал одну из первых работ по явным бесконечномерным унитарным представлениям статье 1945 года в статье Дирака (Dirac 1945) (Langlands 1985), и предложил тему работы Хариша-Чандры по классификации неприводимых бесконечномерных представлений (Dalitz, Peierls 1986).
17. ↑  Knapp, 2001; Выглядящий удивительным третий изоморфизм доказан в главе 2, параграфе 4.
18. ↑  Произведение тензоров представлений, {\displaystyle \pi _{g}\otimes \pi _{h}} алгебры {\displaystyle {\mathfrak {g}}\oplus {\mathfrak {h}}} может, когда оба множителя приходят из той же алгебры Ли {\displaystyle {\mathfrak {h}}={\mathfrak {g}},} пониматься или как представление {\displaystyle {\mathfrak {g}}}, или как представление {\displaystyle {\mathfrak {g}}\oplus {\mathfrak {g}}}.
19. ↑  Если комплексификацировать комплексную алгебру Ли, её нужно рассматривать как вещественную алгебру Ли вещественной размерности, вдвое большей комплексной размерности. Аналогично, вещественная форма, на самом деле, может быть комплексной, как в этом случае.
20. ↑  Комбинируем формулы 5.6.7–8, 5.6.14–15 из работы Вайнберга (Weinberg 2002, Equations 5.6.7–8, 5.6.14–15) c предложением Холла (Hall 2015, Proposition 4.18) о представлениях алгебры Ли в виде тензорных произведений группы представлений.
21. ↑  Свойство «бесследовость» может быть выражено как {\displaystyle S_{\alpha \beta }g^{\alpha \beta }=0} (g = метрика пространства-времени), {\displaystyle S_{\alpha }^{\alpha }=0} или {\displaystyle S^{\alpha \beta }g_{\alpha \beta }=0} в зависимости от представления поля: ковариантное, смешанное и контрвариантное соответственно.
22. ↑  Симметрия тензора не вытекает непосредственно из лагранжиана при использовании теоремы Нётер, но он может быть симметризован как тензор энергии-импульса Белинфанте-Розенфельда[англ.].
23. ↑  Эта чётность является симметрией. В противном случае имелось бы две разновидности, (3/2, 0) и (0, 3/2) по аналогии с нейтрино.
24. ↑  Терминология в физике и математике отличаются. В статье (по ссылке) термин проективное представление имеет слегка другое значение, чем в физике, в которой проективное представление понимается как локальное сечение накрытия из накрывающей группы в накрываемую группу, составленную из собственных представлений накрывающей группы. Поскольку это можно сделать (локально) непрерывно двумя путями, как описано ниже, терминология двойных представлений естественна.
25. ↑  В частности, A коммутирует с матрицами Паули, следовательно, для всех SU(2) применима лемма Шура.
26. ↑  Что означает, что ядро тривиально. Чтобы это понять, вспомним, что ядро гомеоморфизма алгебры Ли является идеалом, а потому подпространством. Поскольку p является 2:1 и обе алгебры {\displaystyle {\text{SL}}(2,\mathbb {C} )} и SO(3; 1)+ 6-мерны, ядро должно быть 0-мерным, то есть {0}.
27. ↑  Экспоненциальное отображение является взаимнооднозначным в окрестности тождественного элемента в {\displaystyle {\text{SL}}(2,\mathbb {C} )}, а потому и суперпозиция {\displaystyle \exp \circ \sigma \circ \log :{\text{SL}}(2,\mathbb {C} )\to {\text{SO}}(3;1)^{+}}, где σ является изоморфизмом алгебры Ли, находится в открытой окрестности {\displaystyle U\subset \mathrm {SO} (3;1)^{+}}, содержащей тождественный элемент. Такая окрестность генерирует связную компоненту.
28. ↑  Rossmann, 2002; Из примера 4 секции 2.1. Это можно понимать следующим образом. Матрица q имеет собственные значения {-1, -1} , но не диагонализируема. Если q = exp(Q), то Q имеет собственные значения λ, −λ с {\displaystyle \lambda =i\pi +2{\pi }ik} для некоторого k, поскольку элементы алгебры {\displaystyle {\mathfrak {sl}}(2,\mathbb {C} )} не имеют следов. Но тогда Q диагонализируема, откуда q диагонализируема, получили противоречие.
29. ↑  Rossmann, 2002, Proposition 10, paragraph 6.3.. Наиболее простое доказательство с помощью теории характеров
30. ↑  Любая дискретная нормальная подгруппа линейно связной группы G содержится в центре Z группы G.

Hall, 2015, Exercise 11, chapter 1.
31. ↑  A полупростая группа Ли не имеет недискретной нормальной абелевой подгруппы. Это может быть взято в качестве определения полупростоты.
32. ↑  Простая группа не имеет какой-либо недискретной нормальной подгруппы.
33. ↑  . В отличие от этого, приём Вейля, также называемый унитарным приёмом, но не связанный с унитарным приёмом, описанным выше, показывает, что все конечномерные представления являются или могут быть сделаны унитарными. Если (Π, V) является конечномерным представлением компактной группы Ли G и если (·, ·) является каким-либо скалярным произведением на V, определяем новое скалярное произведение {\displaystyle (\cdot ,\cdot )_{\Pi }} формулой {\displaystyle (x,y)_{\Pi }=\int _{G}(\Pi (g)x,\Pi (g)yd\mu (g)}, где μ является мерой Хаара на G. Тогда Π является унитарным по отношению к (·, ·)Π. См. книгу Холла (Hall 2015, Theorem 4.28).

Другим следствием является, что любая компактная группа Ли имеет свойство полной приводимости, означающей, что все её конечномерные представления разлагаются на прямую сумму неприводимых представлений. (Hall 2015, Definition 4.24., Theorem 4.28.)

Верно также, что нет бесконечномерных неприводимых унитарных представлений компактных групп Ли. Утверждение приведено без доказательства в книге Грайнера и Мюллера (Greiner, Müller 1994, Section 15.2.).
34. ↑  Lie, 2003 Лемма A.17 (c). Замкнутое подмножество компактного множества компактно.
35. ↑  Lie, 2003 Lemma A.17 (a). Если f : X → Y непрерывно, а X компактно, то f(X) компактно.
36. ↑  Неунитарность является важной составляющей в доказательстве теоремы Коулмана — Мандулы[англ.], из которой следует, что в противном случае в нерелятивистских теориях не могут существовать обычные симметрии частиц различных спинов. См. статью Вайнберга (Weinberg 2000)
37. ↑  Это одно из следствий Теорема Картана[англ.], теоремы о наибольшем весе.
Hall, 2015, Theorems 9.4–5.
38. ↑  Hall, 2015, Section 8.2 Система корней является объединением двух копий A1, где каждая копия находится в своих собственных размерностях во вложенном векторном пространстве.
39. ↑  Rossmann, 2002; Это определение эквивалентно определению в терминах связной группы Ли, алгебра Ли которой является алгеброй Ли системы корней.
40. ↑  См. книгу Симонса (Simmons 1972, Section 30.) для точных условий, при которых два метода Фробениуса дают два линейно независимых решения. Если показатели не отличаются на целое число, это выполняется всегда.
41. ↑  «Это очень близко к источнику теории бесконечномерных преставлений полупростых и приводимых групп...», Леглендс (Langlands 1985, С. 204.). Леглендс осылает к вводному замечанию в статье Дирака 1945 года.
42. ↑  Заметим, что для гильбертова пространства H, HS(H) может быть определено канонически с помощью тензорного произведения гильбертова пространства H и сопряжённого пространства.
43. ↑  Если требуется конечномерность, в результате получим (m, n) представления, см. статью Танга (Tung 1985, Problem 10.8). Если ничего не требуется, получаем широкую классификацию всех неприводимых представлений, включая конечномерные и унитарные представления. Такой подход предпринят в статье Хариша-Чандры (Harish-Chandra 1947).